# República de los Niños

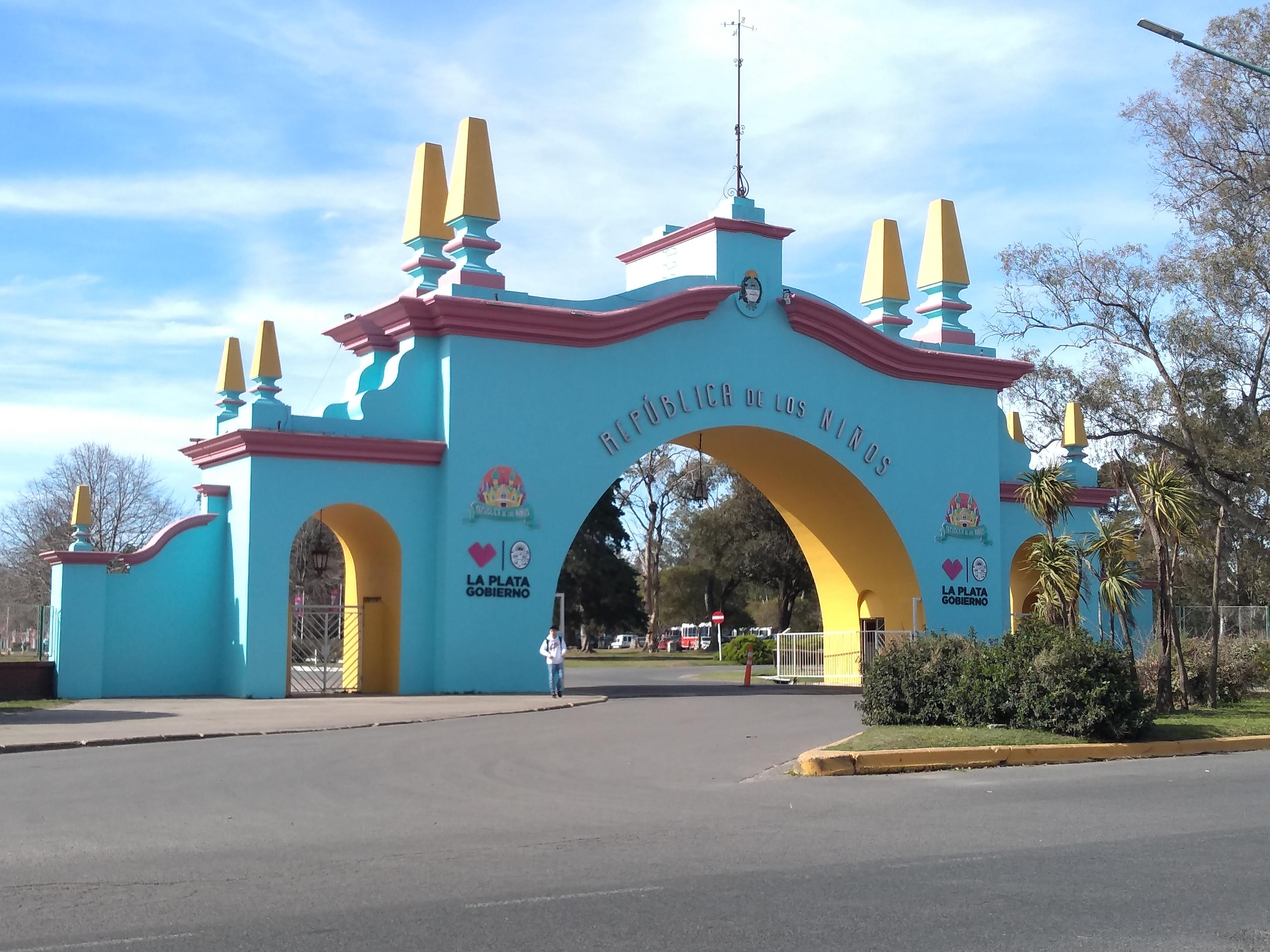
Entrada principal por Camino General Belgrano

La República de los Niños es un parque educativo ubicado en Gonnet, La Plata, Provincia de Buenos Aires, Argentina. Es considerado el primer parque temático de América y reproduce un conglomerado urbano y rural en escala acorde a niños de 10 años, con todas las instituciones correspondientes al sistema democrático: parlamento, casa de gobierno, palacio de justicia, iglesia, puerto, teatro, aeropuerto, restaurantes, hoteles, etc.
Fue construida por el Instituto Inversor de la Provincia de Buenos Aires en 50 hectáreas de un predio que perteneciera al campo de golf «Swift Golf Club» e inaugurada el 26 de noviembre de 1951 por el presidente Juan Domingo Perón. Su similitud arquitectónica con Disneyland permitió el surgimiento de un mito urbano, el cual afirma que Walt Disney se inspiró en este parque para fundar varios años después el ubicado en California. Desde 1979, el complejo está en manos de la Municipalidad de La Plata.
En el proyecto oficial, el inspirador de la idea, el coronel Domingo Mercante, gobernador y fundador del Instituto Inversor de la Provincia de Buenos Aires, proponía:

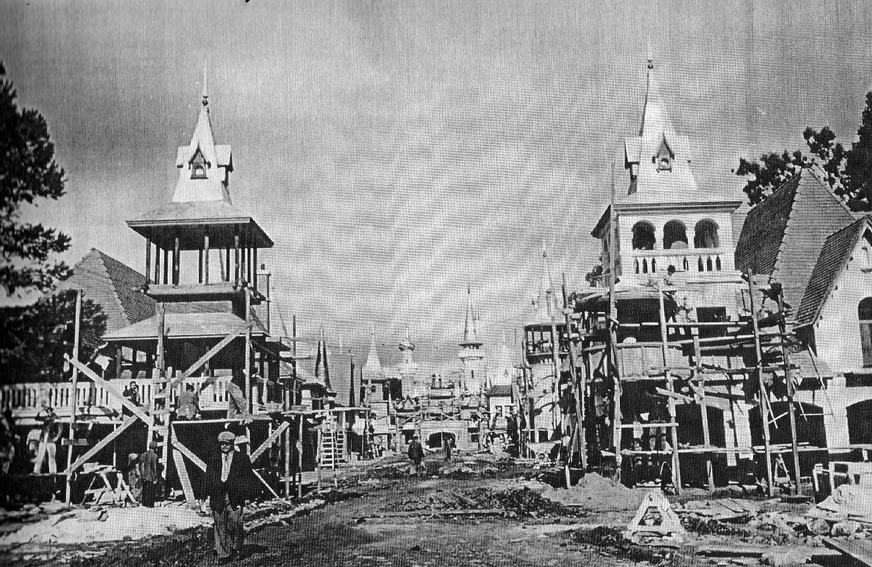
La calle principal durante la construcción del parque (circa 1950)

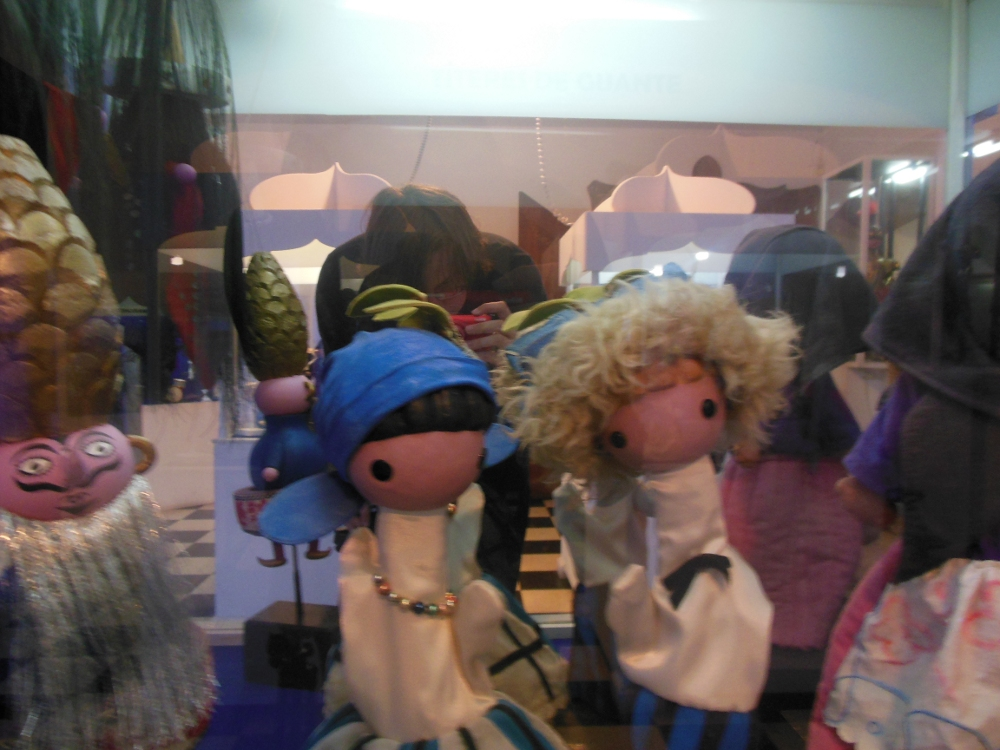
Algunos de los objetos del Museo Internacional del Muñeco

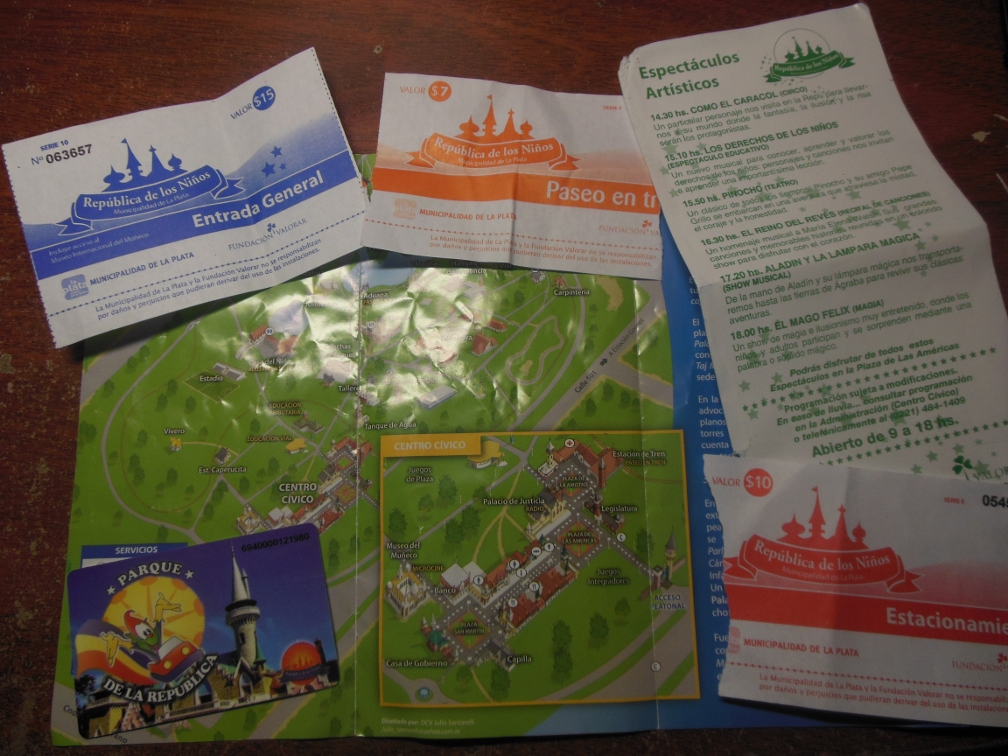
Folletería del parque, con mapa, tarjeta para los juegos, boleto de tren, entrada, estacionamiento y horarios.

«Deseamos poner al niño en un medio de alegre esparcimiento, en directo contacto con las responsabilidades ciudadanas del futuro, para que cuando llegue a hombre sea un argentino consciente de sus deberes, derechos y obligaciones. A la par que tenga para sus primeros años un recuerdo amable e imperecedero, y así forme a sus vástagos más buenos y generosos».

## Objetivos
La República nació con un objetivo primario concreto: formar a los futuros ciudadanos, construyendo una democracia a escala, para que los niños pudieran aprender y formarse, en el funcionamiento de las instituciones democráticas y republicanas, participando de ella.
El entonces presidente Perón suscribió el «Libro de Oro» de la inauguración con la consigna: 

«Que en esta República de los Niños aprendan los argentinos a ser justos, libres y soberanos, para que nunca puedan aceptarse la explotación de los hermanos, la sumisión económica y el vasallaje político».

Como parte de su función educativa y recreativa, la institución albergaba a más de 300 niños. Durante este período también se construyeron «Ciudades Infantiles» del mismo tipo en Córdoba, y Mendoza.
Tras el Golpe de Estado de 1955 se abandonaron todos los programas de formación democrática, y la República de los Niños se redujo a un Parque temático recreativo de juegos mecánicos. Recién con la vuelta a la democracia en 1983, la Municipalidad de La Plata, que administraba el predio desde 1979, encaró una política más afín a los valores originales, generó programas educativos y talleres destinados a alumnos de institutos educativos primarios y de educación especial.
Desde 1991, se lleva a cabo el Programa educativo «Los Niños Gobiernan la República» en el cual, alumnos de las escuelas locales hacen de diputados o senadores y elaboran «Declaraciones Infantiles». Cada 26 de noviembre, aniversario de la fundación, el Concejo Deliberante de La Plata realiza una sesión especial para tratar las declaraciones del Gobierno Infantil de la República de los Niños. Aquellas que son aprobadas se convierten en normas obligatorias en todo el partido de La Plata.
Una las medidas originadas en este programa fue la elaboración de un texto llamado «El Camino de la Ley» en sistema braille, con ayuda de la Escuela 515 de Gonnet, que contiene las misiones y funciones de la Legislación en sistema braille. Se adhirieron plantillas de acetato con inscripciones en braille en cada banco de la Casa de Gobierno.

## Historia

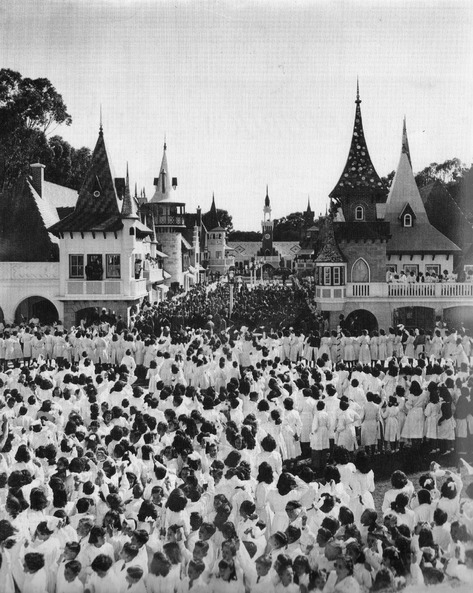
Alumnos de primaria durante la inauguración, con el clásico guardapolvo blanco.

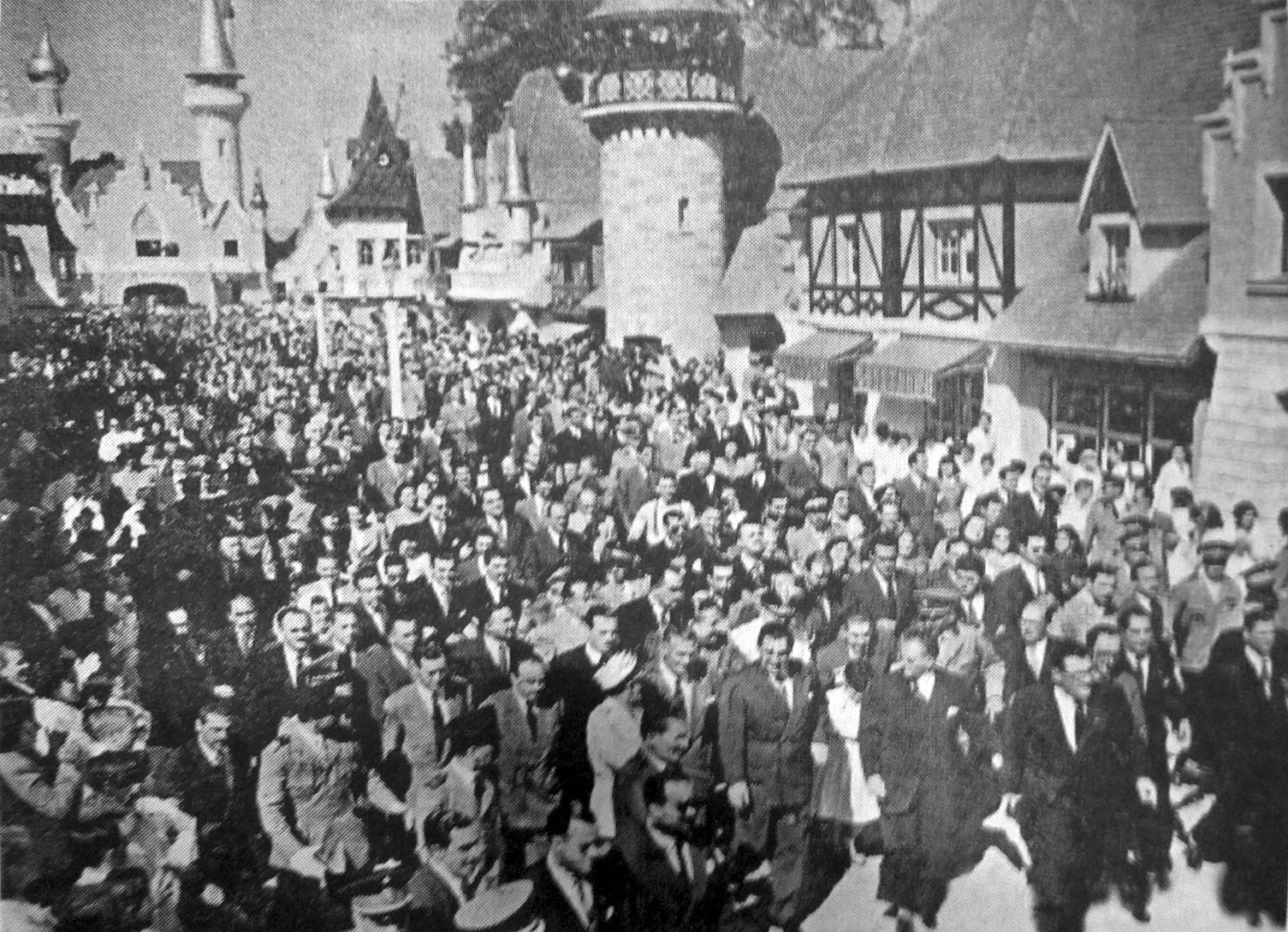
Una multitud en el Centro Cívico, el día de la inauguración.

Hasta su expropiación en 1949, en este predio funcionaba el «Swift Golf Club», propiedad del frigorífico Compañía Swift de La Plata, radicado desde principios del siglo XX en Berisso. 
En 1949, el gobernador de la provincia de Buenos Aires, Cnel. Domingo Mercante, genera el proyecto de la «República de los Niños». La obra quedó a cargo del Instituto Inversor de la Provincia de Buenos Aires, creada por el propio Mercante, con fondos del Instituto de Previsión Social Bonaerense. La construcción comenzó en 1949, con el objetivo de realizarse en tiempo récord, para lo cual, los 1600 obreros se alojaban en barracas dentro del predio. Luego de dos años de arduo trabajo, fue inaugurada el 26 de noviembre de 1951, encabezada por el entonces presidente Juan Domingo Perón.
Considerado el mayor emprendimiento infantil de Latinoamérica y primer parque temático de América, la República de los Niños fue fundada con un doble propósito: el de esparcimiento creativo en un mundo de sueños y cuentos ligados a la infancia y el de aprender a ejercer los derechos y obligaciones que en todo país democrático poseen los ciudadanos.
En 1952 el mayor Carlos Vicente Aloé reemplazó a Mercante como gobernador. En el marco del cambio de gestión provincial, el gobernador Carlos Aloé cedió el predio a la rama femenina de la UES para uso deportivo.
Luego del golpe de Estado autodenominado  Revolución Libertadora, el parque fue transferido a la provincia de Buenos Aires y dejado caer en el abandono; el lago seco se llenó de malezas. En 1963, durante la intervención del general Francisco Imaz, cambiaron el nombre de República a «Ciudad de los Niños». 
En 1968 por inspiración de Cándido Moneo Sánz, titiritero, y director de teatro, fallecido en 1973, se inauguró dentro del parque el «Museo Internacional de los Muñecos» en el edificio del Palacio de Cultura, con una de las más importantes colecciones de América Latina, formada por muñecos con vestimentas típicas de diferentes países.
Luego de la recuperación de la democracia en 1973, bajo la Gobernación en Buenos Aires de Oscar Bidegain, la Juventud Peronista realizó un gran festejo y la toma simbólica de la instalación por considerarla un símbolo del peronismo. Con la renuncia del presidente Héctor José Cámpora un mes más tarde, el predio quedó otra vez abandonado.
Durante el Proceso de Reorganización Nacional, el decreto ley 1294 de 1979 cedió la República de los Niños a la municipalidad de La Plata. y sugirió su privatización, en cumplimiento de la cual, el intendente, Alberto Tettamanti, adjudicó su explotación a la empresa Zanón Hermanos, concesionaria del parque de diversiones Italpark, único oferente. Los edificios del Centro Cívico se utilizaron para tareas administrativas del concesionario.
Con la posterior recuperación de la democracia en 1983, el Concejo Deliberante platense votó a favor de la recuperación del predio. En 1985, se designó como director a Guillermo Chielli quien realizó importantes mejoras en el predio y creó el Departamento Pedagógico-cultural que dio inicio al programa de democracia infantil.
Por ley 25.550, del 27 de diciembre de 2001, el Congreso de la Nación Argentina declaró a la República de los Niños «Monumento Histórico Nacional».
El gobierno de la Provincia de Buenos Aires suscribió un convenio con la Universidad Nacional de General San Martín en agosto de 2008 para una restauración general que incluyó la investigación y reconstrucción histórica de los edificios. El objetivo fue realizar una reinauguración del complejo en noviembre de 2010, en el marco de la celebración del Bicentenario de la Revolución de mayo.
A principios de 2012, el Concejo Deliberante de la Municipalidad de La Plata ocultó el llamado a licitación n.º 14/2012 [cita requerida], que impulsaba la concesión de la instalación de un mega parque de diversiones de Juegos Electromecánicos en dicho predio, por un término de explotación de 10 años, exonerando al adjudicatario de abonar durante los primeros 5 años del canon previsto (Art. 10). A su vez, el adjudicatario podía hacer uso del nombre de la República de los Niños para la comercialización de merchandising (Art. 6). 
A raíz de la construcción de un frente cívico denominado LA REPU NO SE TOCA, logró visibilizarse dicho fraude y ver frenado este proceso.  
Hacia fines de 2012, la fundación Valorar era la permisionaria del predio; desde 2006, bajo la administración de la Municipalidad de La Plata, sin embargo existen dudas de cuando y bajo qué condiciones fue entregado ese espacio. Con frecuencia se suscitaron controversias en sesiones de la legislatura municipal acerca del destino de las recaudaciones, falta de transparencia contable, la realización de eventos privados dentro del predio y otras cuestiones relacionadas con la fundación.
En octubre de 2012, el senador bonaerense del Frente para la Victoria, Luciano Martini, presentó un proyecto que propuso derogar el decreto 1294 de la dictadura para que la responsabilidad política y administrativa regresase a la Provincia, no pudiera ser privatizada y fuera administrada por el municipio.

## Centro Cívico

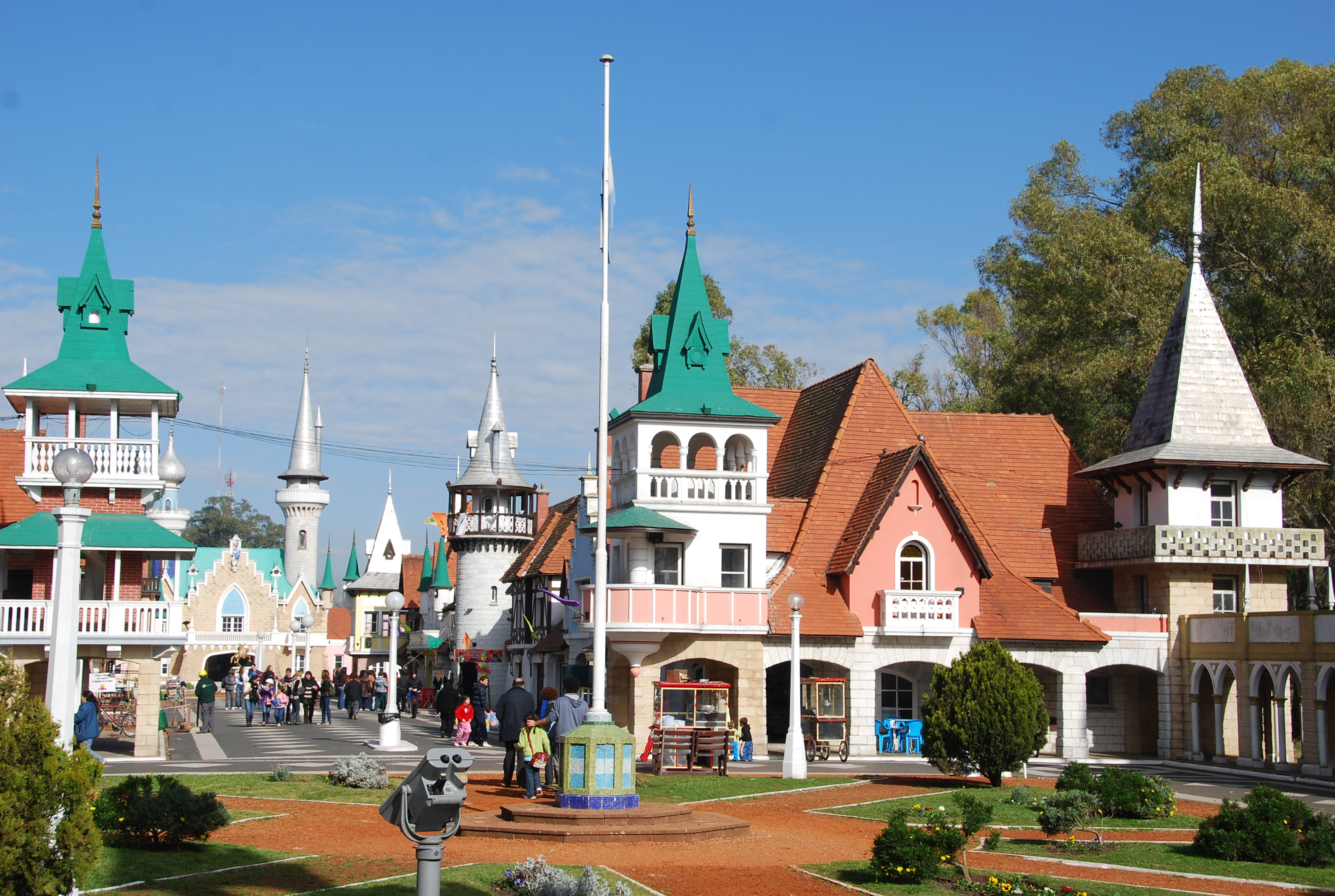
Vista desde la Plaza de las Américas. Al fondo, la Casa de Gobierno.

Es el sector icónico del parque, por donde se accede. Consta de dos plazas principales unidas por una avenida central, al modo de la Avenida de Mayo. Además, y como lo hace la avenida porteña, une la Casa de Gobierno con la sede del Parlamento. La primera se encuentra sobre la Plaza San Martín, donde además se encuentra el Banco Infantil, la Capilla y el Museo del Muñeco.
La avenida central, de nombre María Elena Walsh, se encuentra flanqueada por restaurantes, tiendas de comida, de recuerdos y baños, hasta desembocar en la Plaza de las Américas, donde se encuentra la Legislatura, el Palacio de Justicia y la radio abierta del parque. 
El lateral sur de esta plaza da una zona de juegos estilo arenero sobre el pasto y a un acceso peatonal, mientras que en el otro extremo la vereda se une con la Plaza de la Amistad, en donde se encuentra el cuartel de bomberos, la enfermería y la Estación Terminal del ferrocarril, además del sendero que conduce al resto del parque.

### Casa de Gobierno
De estilo gótico civil del norte de Europa, se pueden recorrer los despachos ministeriales en la planta baja. Cada despacho consta de una escenografía con el ministro, la explicación de su función y sus objetos personales.
Frente al hall de entrada se encuentra una estatua que representa a la República, con el escudo nacional y un bastón de mando, similar al que se encuentra en la Casa Rosada, aunque a escala infantil. En el primer piso se encuentra el despacho Presidencial, la Secretaría y el Salón de Acuerdos para las reuniones.

### Banco Infantil

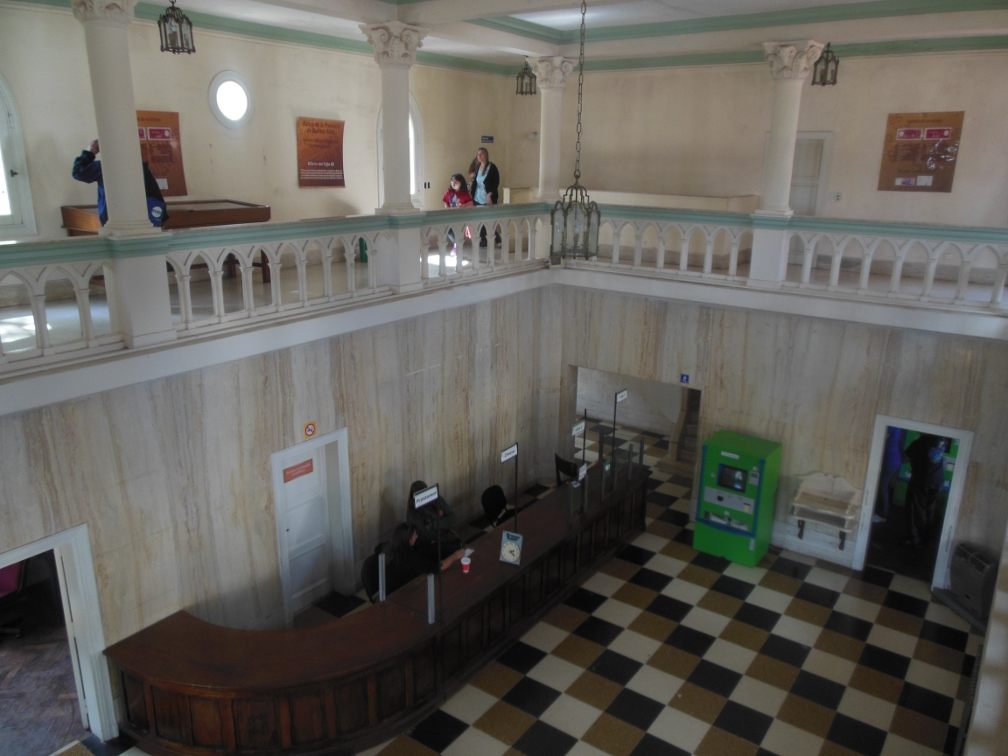
Interior del Banco Infantil, visto desde el primer piso.

La fachada y la forma del Banco Infantil están inspiradas en el Palacio Ducal de Venecia, pero su interior de mármol posee el aspecto típico de un gran banco. Aquí los visitantes pueden solicitar un crédito, préstamo o abrir una caja de ahorro en los cajeros manuales. Los cajeros automáticos son trivias pedagógicas. En el primer piso hay una colección de billetes y monedas argentinos, además de gráficos y explicaciones sobre la evolución del tipo de cambio y demás.

### Palacio de Cultura
El Palacio de Cultura está inspirado en el Taj Mahal de Agra, con un Patio de los Leones de la Alhambra. Allí funciona el Museo Internacional del Muñeco. Con más de 2500 piezas de todo el mundo, es uno de los más importantes del rubro. Consta de 12 salas con muñecos, trajes y marionetas de 44 países de todos los continentes. Las salas son:

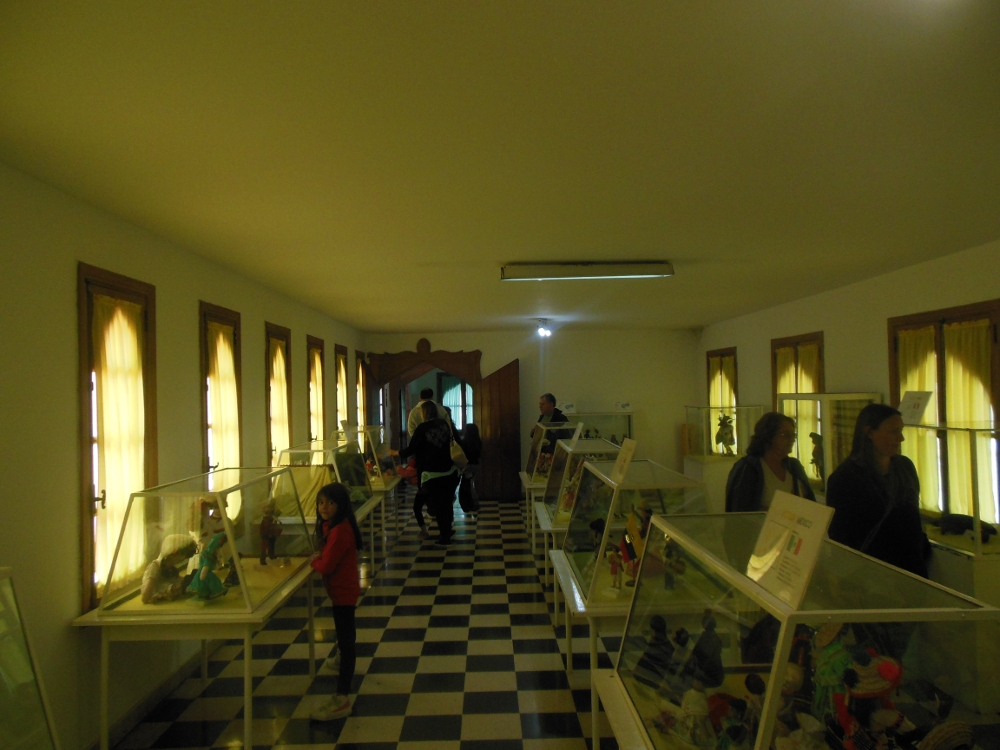
Uno de los salones del Museo Internacional del Muñeco

- Sala Argentina (variedades de 6 provincias)
- Sala Americana (muñecos de 14 países, incluyendo uno peruano de 600 años de antigüedad)
- Sala Africana (muñecos artesanales de Nigeria)
- Sala Asiática I (Vietnam, Taiwán y Corea)
- Sala Asiática II (Indonesia, India, Japón y China)
- Sala Asiática III (Pakistán, Israel, Filipinas y Tailandia)
- Sala Europea (6 países)
- Sala Europea II (12 países)
- Sala de Cuentos (representaciones de la Cenicienta y Blancanieves)
- Sala de Títeres y Marionetas (dos salas con títeres y marionetas de diversas formas y materiales)

### Capilla
Posee una fachada normanda con un interior de líneas góticas y vitrales. Consta en sus laterales de un campanario y una sacristía. Las paredes están recubiertas con piedras rojas traídas de San Luis. Su techo con ilustraciones de palomas y estrellas simboliza la paz de los cielos. Suele Celebrarse Misa, Especialmente los domingos.

### Palacio de Justicia
El Palacio de Justicia tiene un estilo gótico inspirado en la arquitectura de los Países Bajos. Consta de una sala de juicio oral, oficinas de juzgados y hasta un pequeño calabozo en el subsuelo. Cuenta con un estudio radiofónico desde donde emite "Radio República", la primera radio infantil del país, que puede ser oída desde cualquier lugar del parque.

### Legislatura

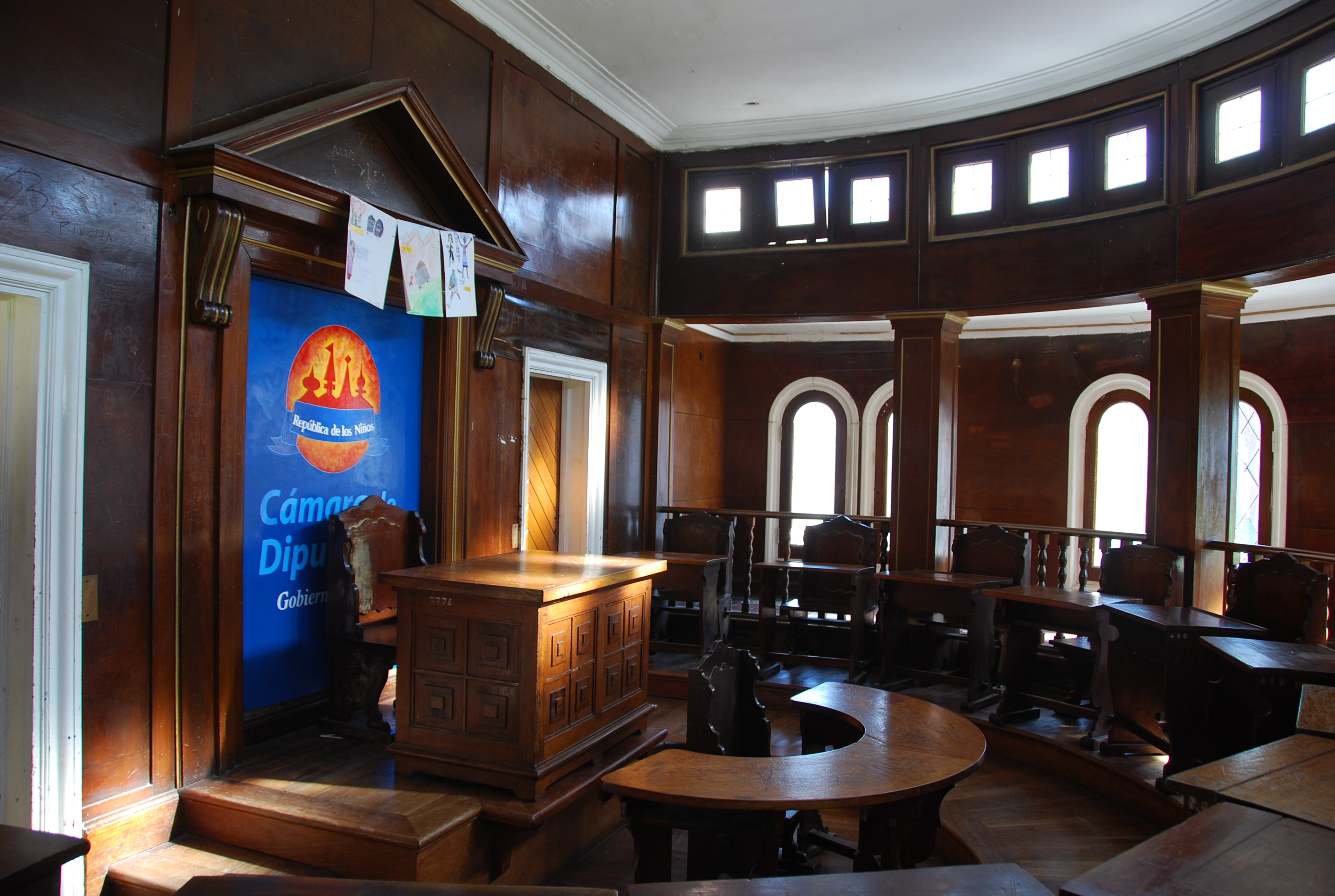
Interior de la Legislatura, en este caso se observa la Cámara de Diputados.

De estilo gótico británico, se accede por el salón central, inspirado en el Salón de los Pasos Perdidos del Congreso Nacional. El edificio se divide en dos pasillos laterales que conducen, flanqueados por despachos de comisiones, a los recintos de la cámara de Diputados y Senadores. Cada cámara consta de bancas, estrados y escritorio de autoridades. En este edificio funciona el "Gobierno Infantil", conformado por estudiantes de las escuelas de la zona. Siguiendo las normas y pautas de un sistema legislativo, el órgano se reúne una vez al año, momento en el cual los jóvenes deliberan y aprueban resoluciones relativas a sus intereses y preocupaciones. No se trata de un acto simbólico. Las propuestas aprobadas son giradas luego al Concejo Deliberante de la Ciudad de La Plata, el cual las revisa y, de haber acuerdo, las aprueba como ordenanzas.

### Cuartel de Bomberos
En el Cuartel de Bomberos, contiguo a la terminal ferroviaria, funciona la enfermería. Es uno de los pocos edificios en los que se puede subir a la terraza.

### Estación de tren
La estación de tren, de estilo nórdico, cuenta con una boletería, una tienda de golosinas y una maqueta de ferromodelismo con trenes argentinos en miniatura. De los andenes de la estación parten formaciones de 3 coches cada una con una frecuencia de 15 minutos, recorren el perímetro del parque en 20 minutos y con cuatro estaciones intermedias antes de volver a la terminal. Cada formación puede trasladar 70 pasajeros sentados.

## Área Rural

### Estatuas de historietas, talleres, YPF y AFIP
Es la zona más extensa del parque. Comienza desde un camino que sale de la Plaza de la Amistad y se expande hacia el este.
Lo primero que se ve es una estación de servicio interactiva de YPF y un centro de actividades de la AFIP, luego el camino se ve flanqueado por estatuas de famosos personajes de historietas y dibujos animados argentinos, como Clemente, Hijitus, Manuelita, Patoruzú, Mafalda, entre otros. Las estatuas terminan a la altura del cruce con el ferrocarril que se dirige a la terminal.
Cruzando las vías, un edificio alberga la torre de agua y están los talleres ferroviarios. Más adelante, hay un edificio bajo para talleres y manualidades, también a la derecha. Luego el camino se divide en tres.

### Granja Educativa

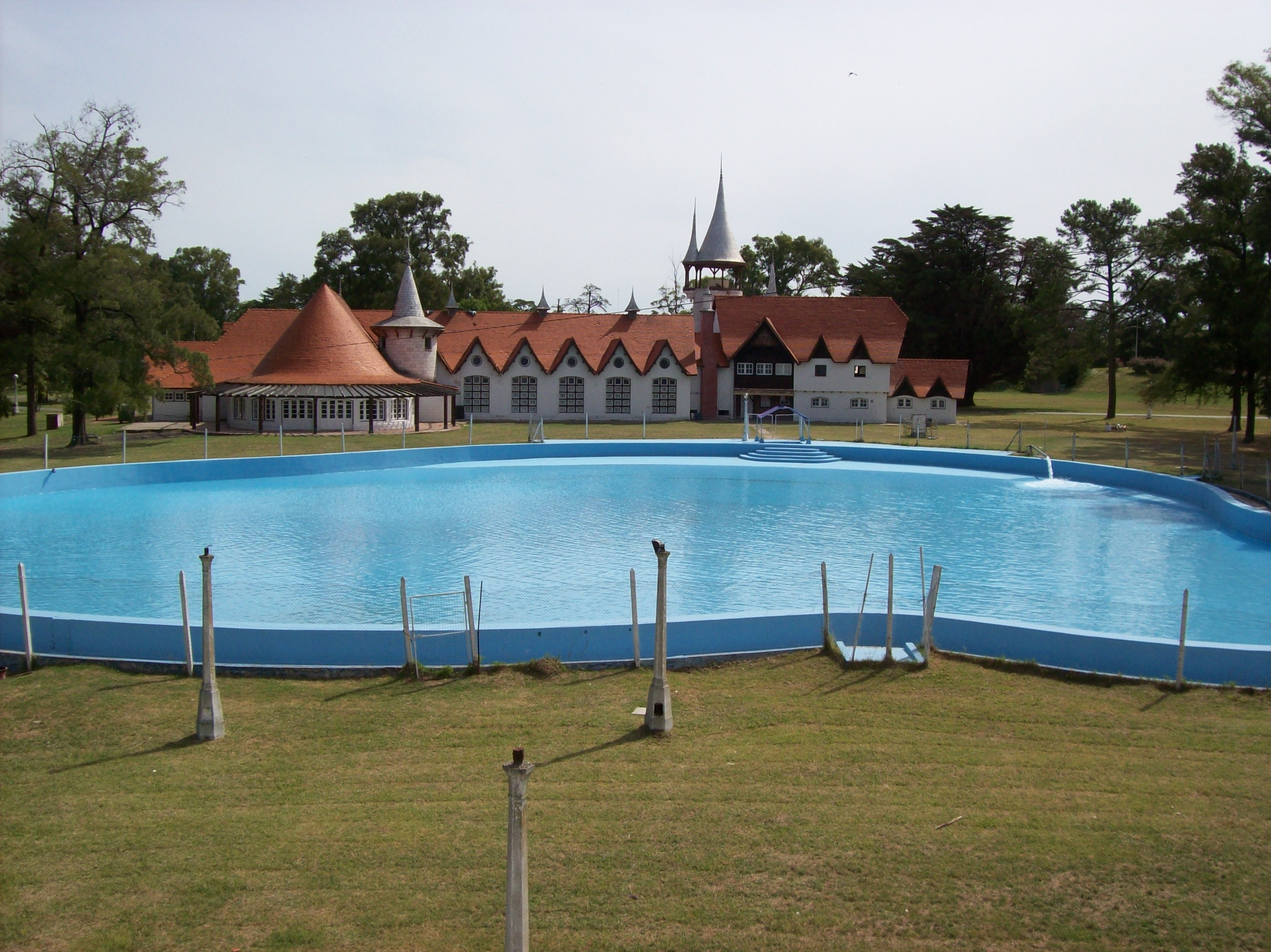
La Casa del Niño con su amplia pileta.

A la Granja Educativa (donde se puede interactuar con animales de campo, ordeñar vacas dentro de un curso de la industria lechera y hornear pan), a un autódromo, a una carpintería y a una pulpería en las inmediaciones de la estación Pulgarcito.

### Área de Juegos Mecánicos
A la Derecha se accede al Área de juegos mecánicos con Atracciones como un Carrusel, Rueda Gigante, Carros Chocones, Una pequeña pero Vertiginosa Montaña Rusa con Vagones en forma de Gusano llamada Wacky Worm, Paratrooper, Sillas Voladoras, Globos Aerostáticos, Himalaya entre muchas otras atracciones),

### Archivo, Hangares y Educación Vial
Se pasa por el costado del edificio del Ejército, donde funciona el Archivo Histórico de la República, con documentos audiovisuales, fotos y planos de la construcción, el pasado y la historia del lugar. Luego se pasa por los hangares de la Fuerza Aérea, con helipuerto, torre de control y hangares dedicados a actividades científicas. Pasando esta infraestructura se llega a un circuito vial donde los niños pueden aprender reglas de tránsito a bordo de un auto a pedal. Al final, el camino se une con el otro en la Pulpería.

### Lago, barcos, anfiteatro y domo

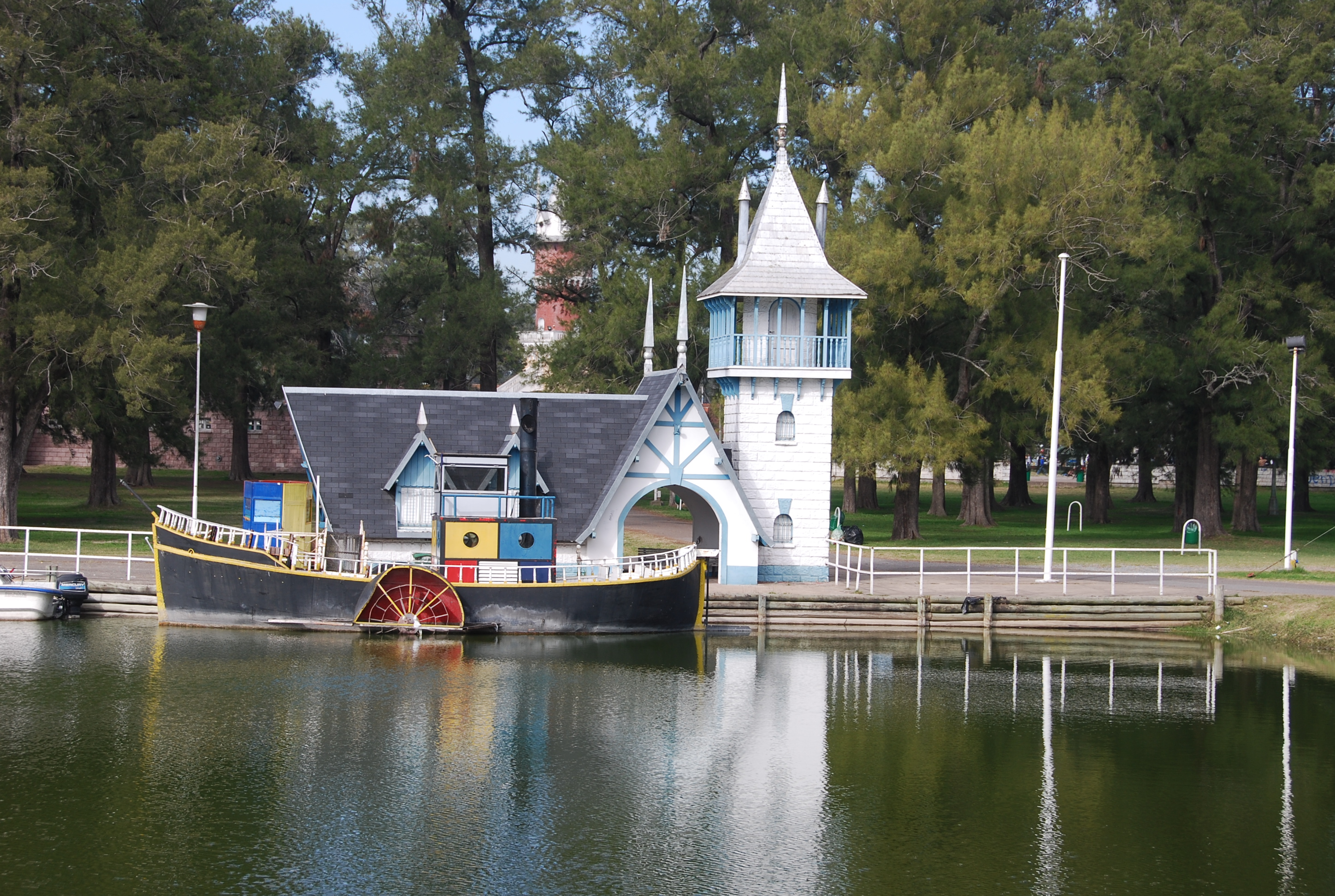
Barco a rueda anclado junto a la Aduana.

El camino de la izquierda conduce a la zona del lago. Al llegar a la Aduana (donde se sacan los boletos para el barco a rueda o se alquila un bote común o bote bicicleta) el camino se subdivide. Por la derecha, llega al edificio de la Marina, en desuso. Este edificio cuenta con un alto faro. El otro camino rodea el lago por la izquierda, pasa por un anfiteatro y un domo, cruzando las vías del ferrocarril por un puente desemboca en la Estación Blancanieves, dentro del sector de campamentos. En el centro de la laguna existen dos islas artificiales conectadas por un puente, donde está la "cabaña del leñador".

## Zona deportiva

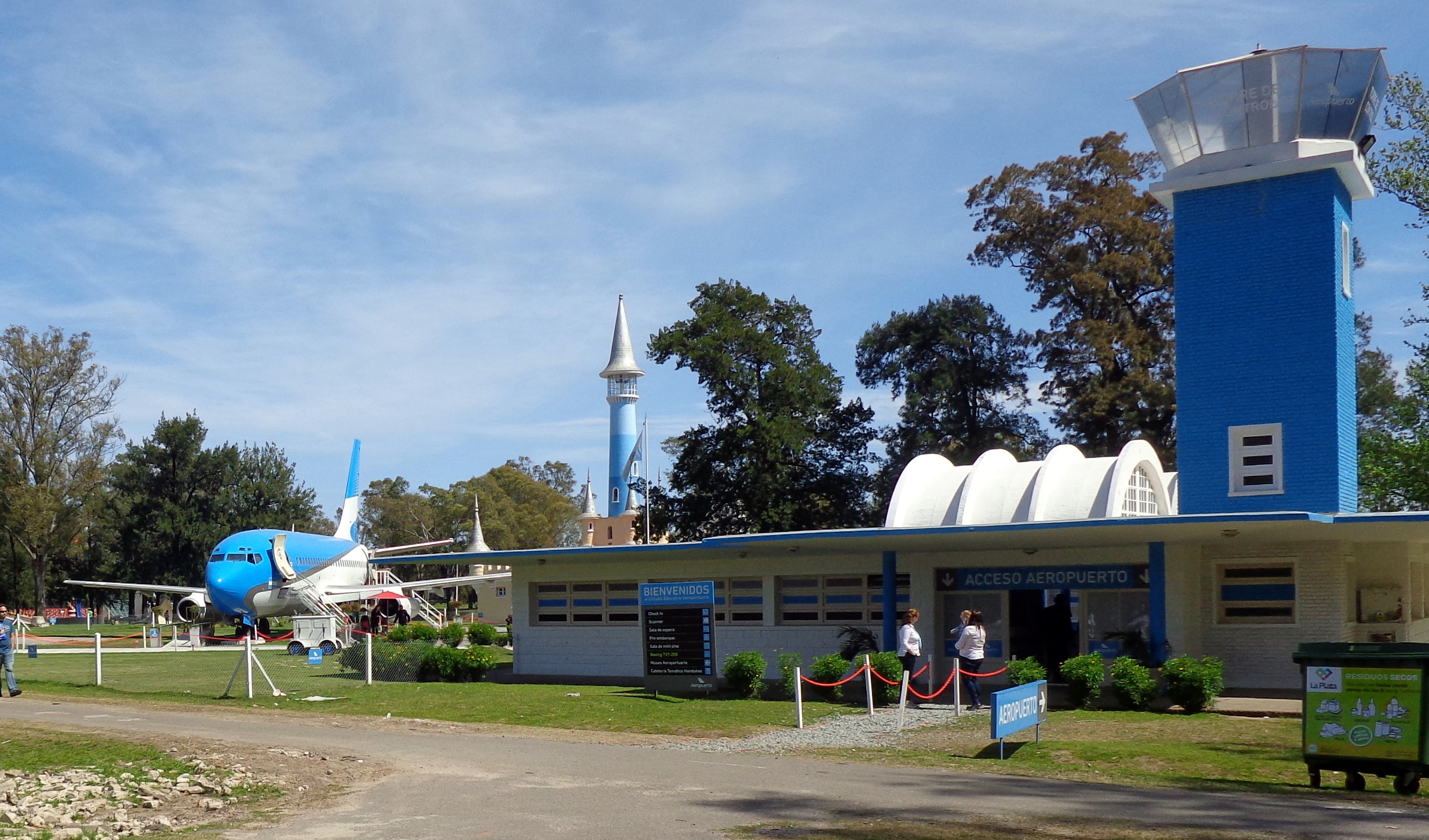
Aeroparque y avión para visitar, con simulador de vuelo.

A esta zona se puede acceder por las sendas peatonales (desde Plaza de la Amistad y desde el Domo) o bajando en las estaciones Peter Pan o Caperucita. Este sector consta de un vivero, un estadio de fútbol, dos canchas de básquet y frontones. 

### Casa del Niño
Lo que más se destaca es la edificación "Casa del Niño", destinada a hospedar a los contingentes durante varios días. Tiene capacidad para 120 personas, ofrece servicios de enfermería, duchas calientes, calefacción y cocina.
Posee dos salones, uno con escenario y capacidad para 300 personas y otro para 100. Según el sitio oficial del parque, cada año reciben 20 mil visitantes de distintas partes del país.
Los salones son utilizados para casamientos, fiestas infantiles, cumpleaños, fiestas de egresados, exposiciones, encuentros, plenarios, actividades artísticas y reuniones de trabajo de distintas reparticiones públicas estatales.

## Actividades y servicios

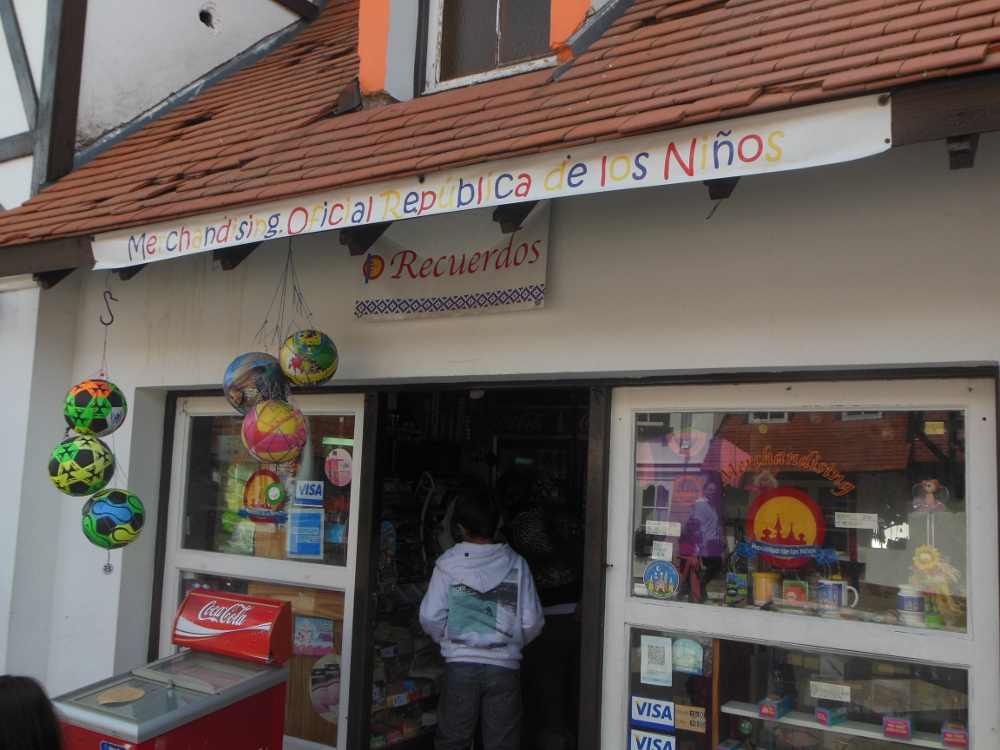
Tienda de recuerdos oficial del parque.

### Tiendas de comida y de regalos
A lo largo de la calle María Elena Walsh se concentran varios servicios a los visitantes. Aquí hay dos restaurantes con menú variado y mesas dentro y fuera de la calle, varios kioscos y carros de comida al paso, un dispensador Taraguí para cargar un termo para tomar mate, una tienda oficial de recuerdos y baños, además de una oficina de informes.

### Red ferroviaria

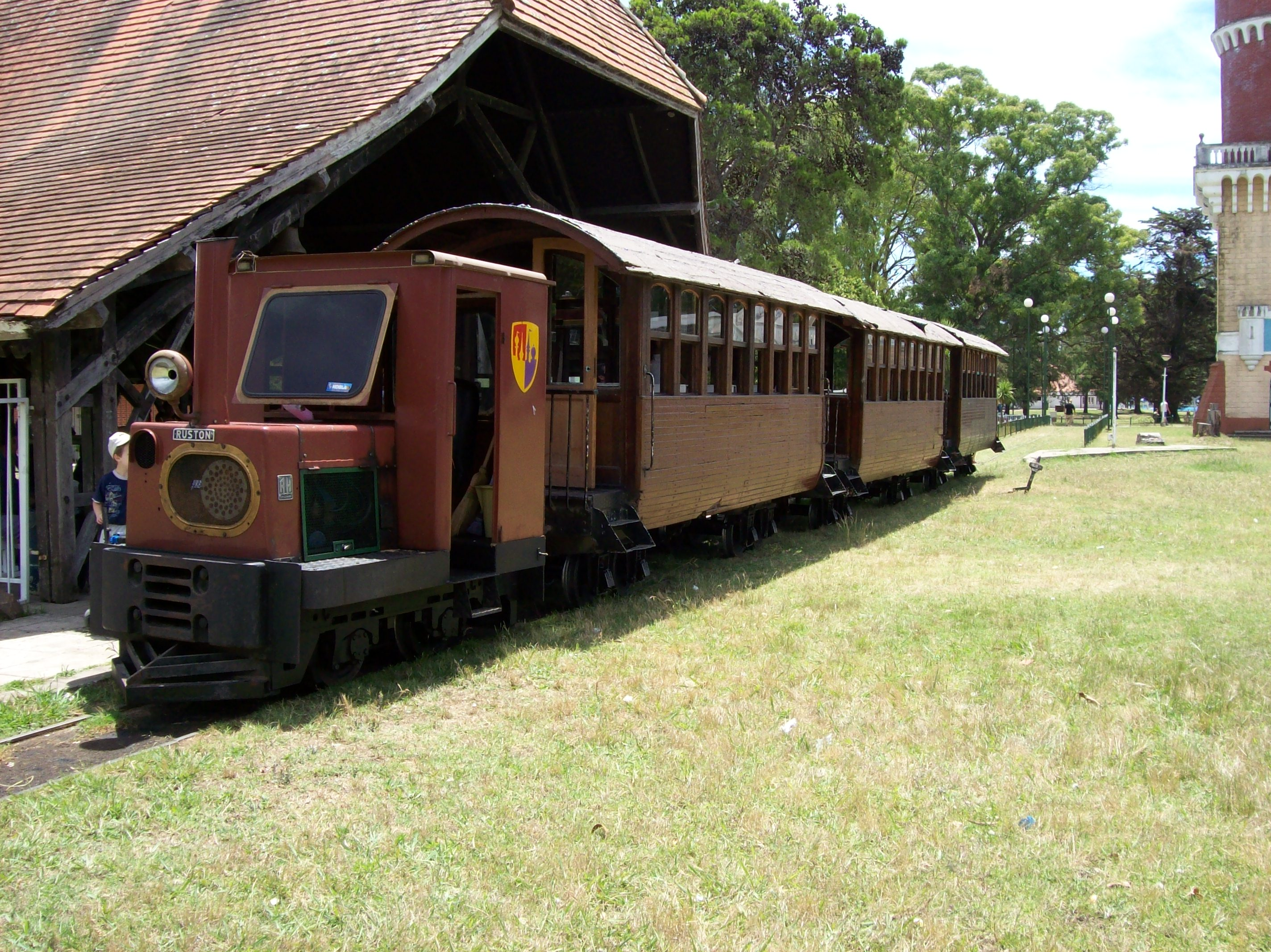
Formación detenida en la Estación Central.

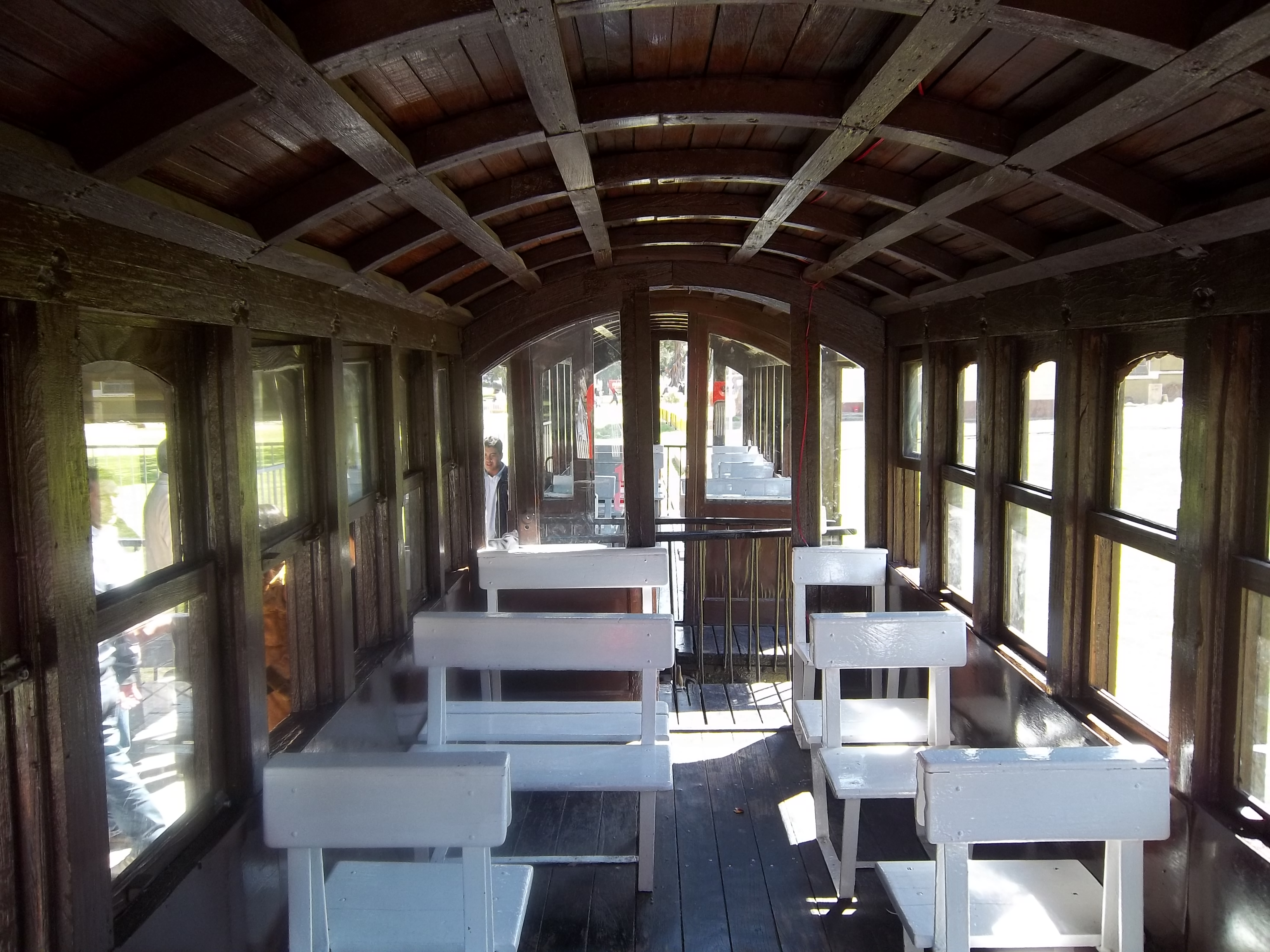
Interior de un vagón del servicio.

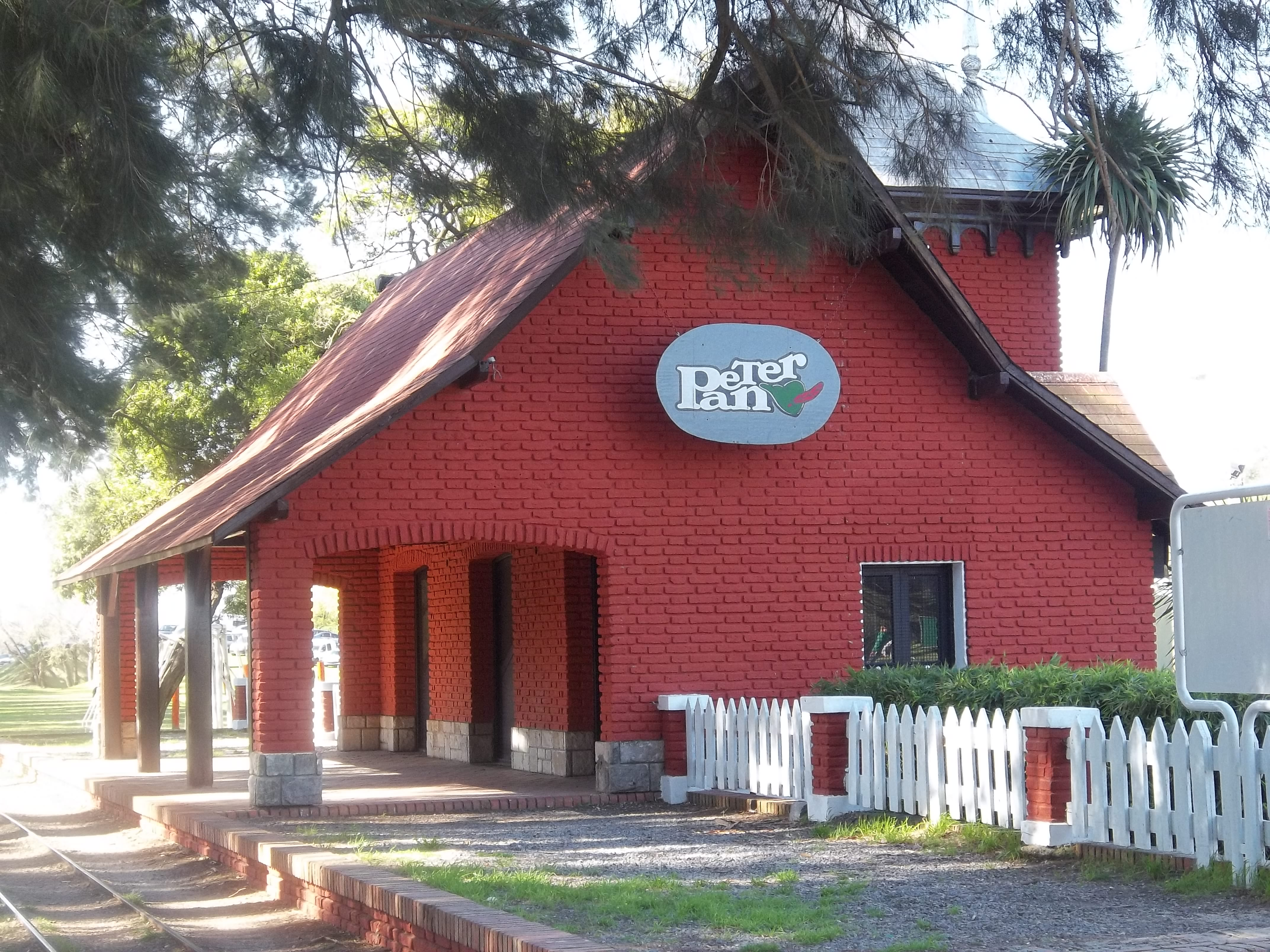
La Estación Peter Pan vista desde las vías.

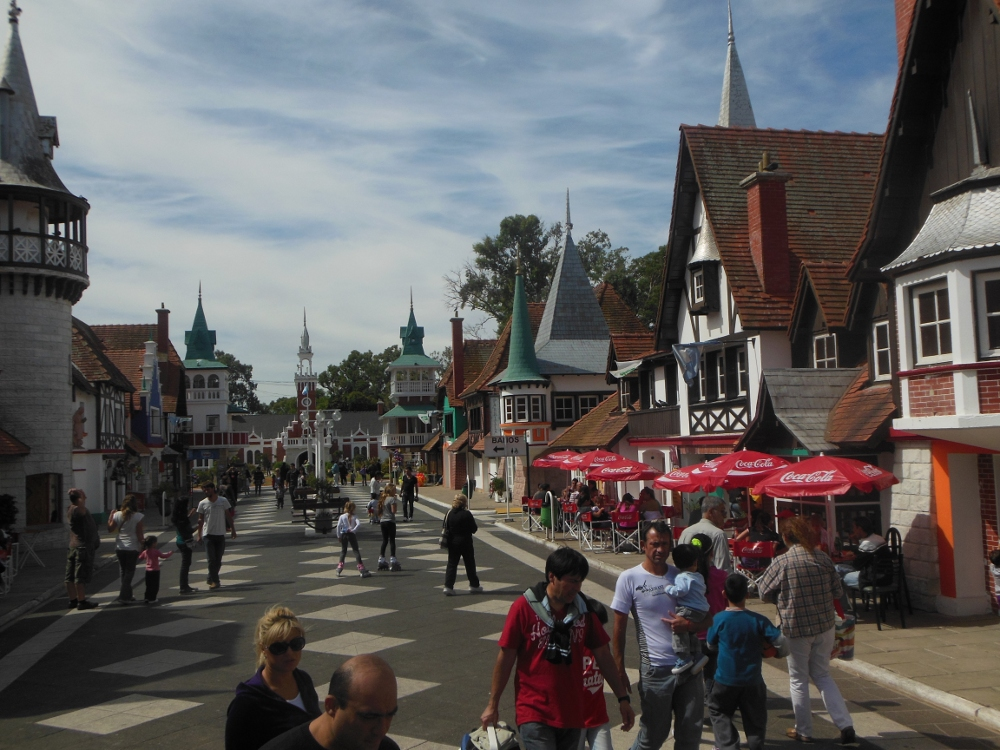
Restaurante con mesas en la vereda en la calle María Elena Walsh.

| ENDEa |

| ABZg+l | DSTq | ENDEeq |

| BHF |

| STR |

| BUE |

| STR |

| BUE |

| STR |

| BUE |

| BHF |

| STR |

| hKRZWae |

| STR |

| BUE |

| BHF |

| STR |

| TUNNEL2 |

| STR |

| BHF |

| STR |

| TUNNEL2 |

| STR |

| BHF |

| STR |

| BUE |

| STR |

| BUE |

| STR |

| ENDEe |

### Talleres y actividades
Además de poder recorrer en forma libre las instalaciones y los servicios como trenes y barcos, dentro del parque se realizan varios talleres y actividades, tanto de forma permanente como de forma temporal. Las actividades educativas y recreativas fijas son:
- Taller de Pan: se enseña cómo hornear pan y los ingredientes necesarios.
- Taller de Banco: se enseña a los chicos qué se puede hacer en un banco. De regalo, los participantes se llevan billetes y una tarjeta de crédito de la República.
- Taller de Títeres: los participantes construyen sus propios títeres en el Museo del Muñeco, guiados por los especialistas.
- Taller de Ordeño: se enseñan los conceptos básicos de la industria lechera, bioseguridad, higiene, pasteurización y características nutritivas.
- Derecho a la Identidad: muestra permanente de las Abuelas de Plaza de Mayo.

### Espectáculos gratuitos
Frente a la Plaza de las Américas se realizan las siguientes actividades:
- Fanfarria de la República de los Niños: show musical y artístico.
- Cómo el caracol: circo fantástico.
- Pinocho: la clásica obra de teatro.
- El reino del revés: recital en homenaje a María Elena Walsh, con sus canciones.
- Aladín y la Lámpara Mágica: show musical.
- El Mago Felix: espectáculo de magia.

## Características

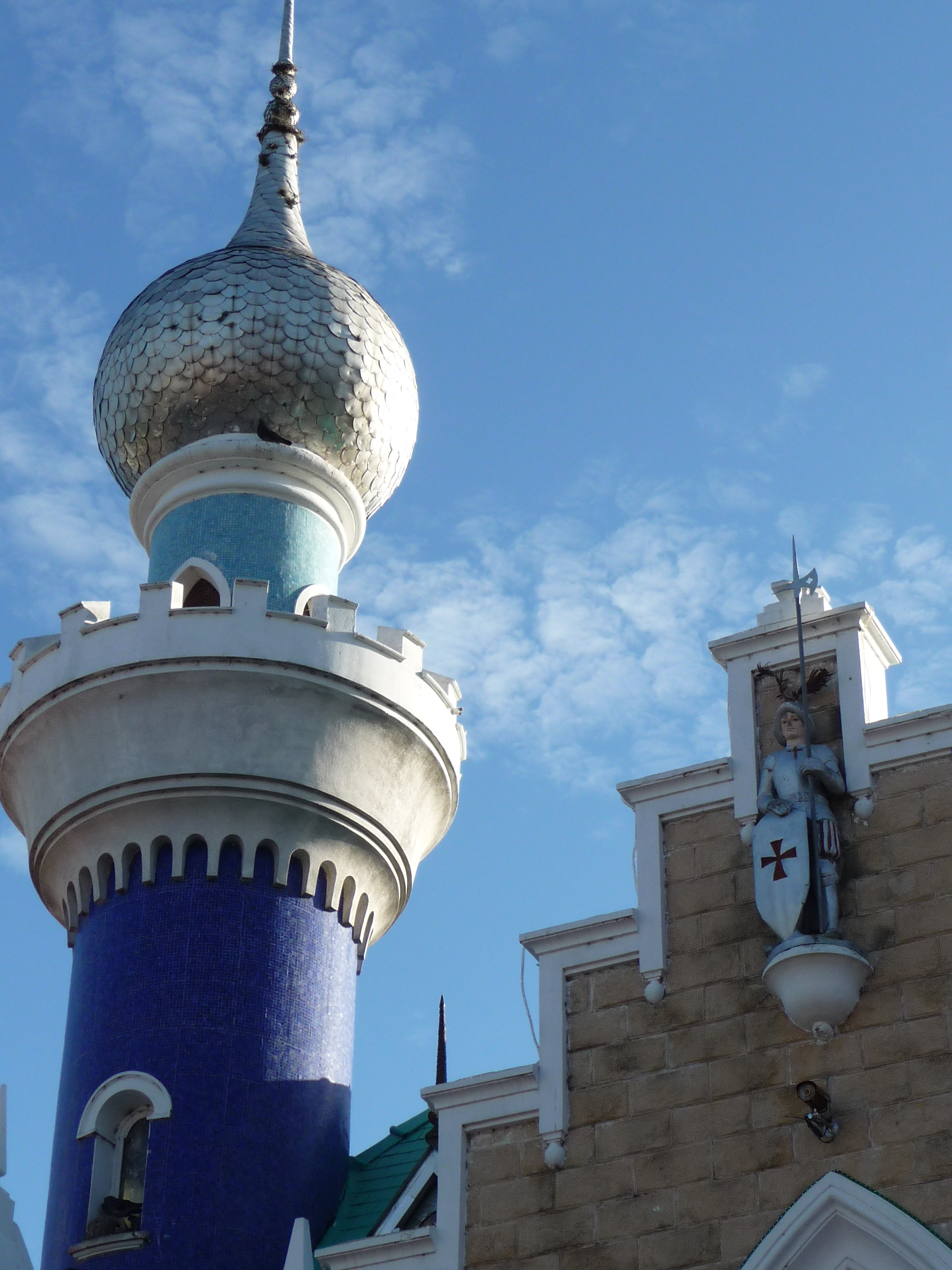
Frente y torre de la Casa de Gobierno

La realización del proyecto estuvo a cargo de los arquitectos Jorge Lima, Alberto Cuenca y Julio Carlos César Gallo quienes, para el diseño de ambientes y edificios, se inspiraron en relatos clásicos de la literatura infantil: los cuentos del danés Hans Christian Andersen, los de los hermanos Jacob y Wilhelm Grimm, y las leyendas de Alfred Tennyson, inspiradas en temas mitológicos y medievales.
Debido al diseño arquitectónico para la construcción del campo de golf, el relieve del terreno había sufrido una importante transformación, generándose un paisaje con ondulaciones artificiales, amplias zonas parquizadas y una depresión central para albergar un lago con una isla. En ese momento se había llevado a cabo además un plan de forestación que incluyó tanto especies locales como exóticas. Se plantaron acacias, como el aromo; lagerstroemia indica; Cercis siliquastrum, o «árbol del amor»; eucalipto; magnolia; jacarandá; liquidámbar, y muchas otras especies.
Las extensas áreas arboladas en la República de los Niños albergan variedad de aves de especies autóctonas, por lo que resulta un destino frecuente tanto para los observadores de aves como para fotógrafos.
El predio fue organizado en tres sectores representando los diferentes ambientes y actividades de la República, el área urbana; la rural y la zona deportiva. La urbana se nuclea en torno a un centro cívico de trazado clásico, consistente en dos plazas axiales en los extremos de una calle comercial que nuclea a los principales edificios públicos, instituciones de Gobierno, el Banco Municipal, la capilla.
El Arq. Jorge Lima, uno de los diseñadores, afirma que el 60% de los elementos empleados en la construcción se elaboraron in situ. Se diseñaron y construyeron herrajes y lámparas de hierro forjado; muebles a escala; bloques coloreados con apariencia pétrea; tejuelas de aluminio anodizado, destinadas a las cúpulas bulbiformes de la Casa de Gobierno; piezas de cerámica esmaltada y muchos otros elementos. Otros materiales, como «venecitas» en diversas gradaciones cromáticas, fueron encomendadas y producidas en exclusiva para el proyecto.
La República reúne variedad de estilos arquitectónicos diversos, el Banco Municipal Infantil es una réplica a escala del Palacio Ducal de Venecia; el Palacio de Cultura está inspirado en el Taj Mahal de Agra, en India. La capilla, dedicada a la Virgen de Lourdes, tiene grandes planos de techos normandos, galerías laterales y torres fortificadas con campanarios; la Casa de Gobierno está coronada por un techo de imaginativas formas elevadas en torres.
El centro cívico cuenta con un estudio radiofónico cerrado, llamado «Radio República», la primera radio infantil del país, cuyas transmisiones tienen salida a la galería que separa la plaza con el espacio circundante.
Al otro extremo de la ciudad, frente a la Plaza de las Américas, se encuentra la Legislatura, inspirada en el Parlamento inglés, la cual alberga los recintos de las Cámaras de Diputados y Senadores del Gobierno Infantil de la República. Un poco más lejos del centro cívico, se ubican el Estadio, la Casa del Niño, y los edificios de la Marina, Ejército y Aeronáutica.

## Galería de imágenes

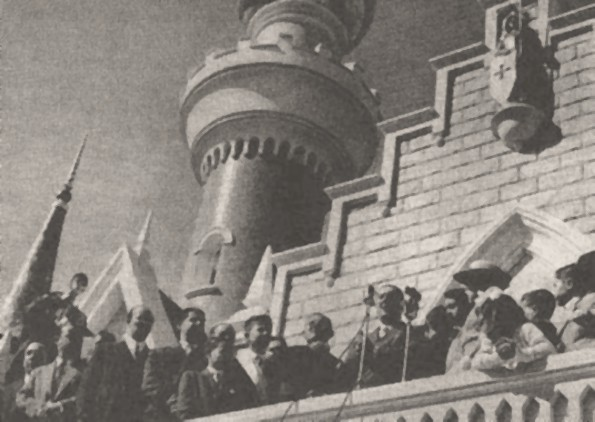
El presidente Perón durante la inauguración
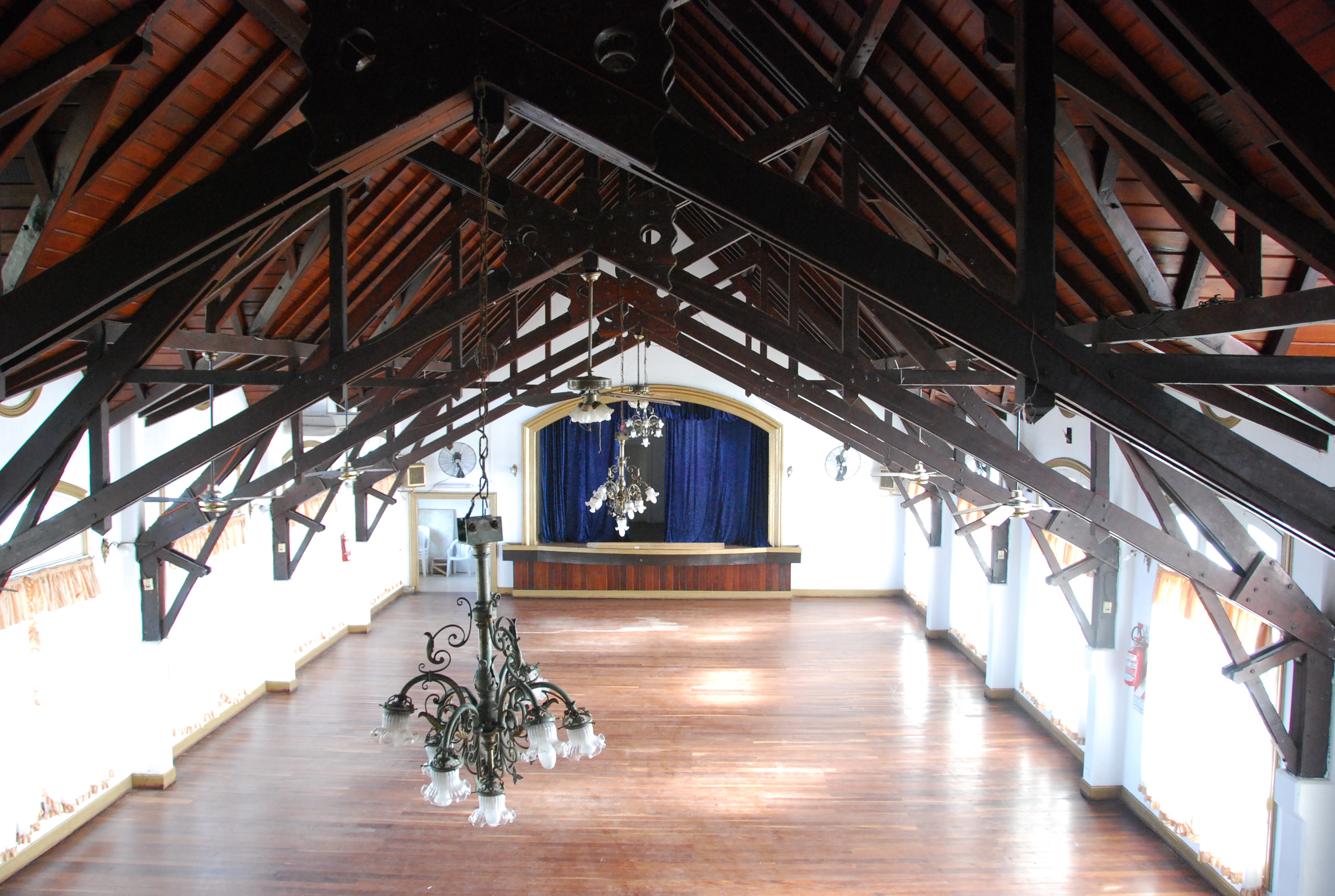
Sala de teatro
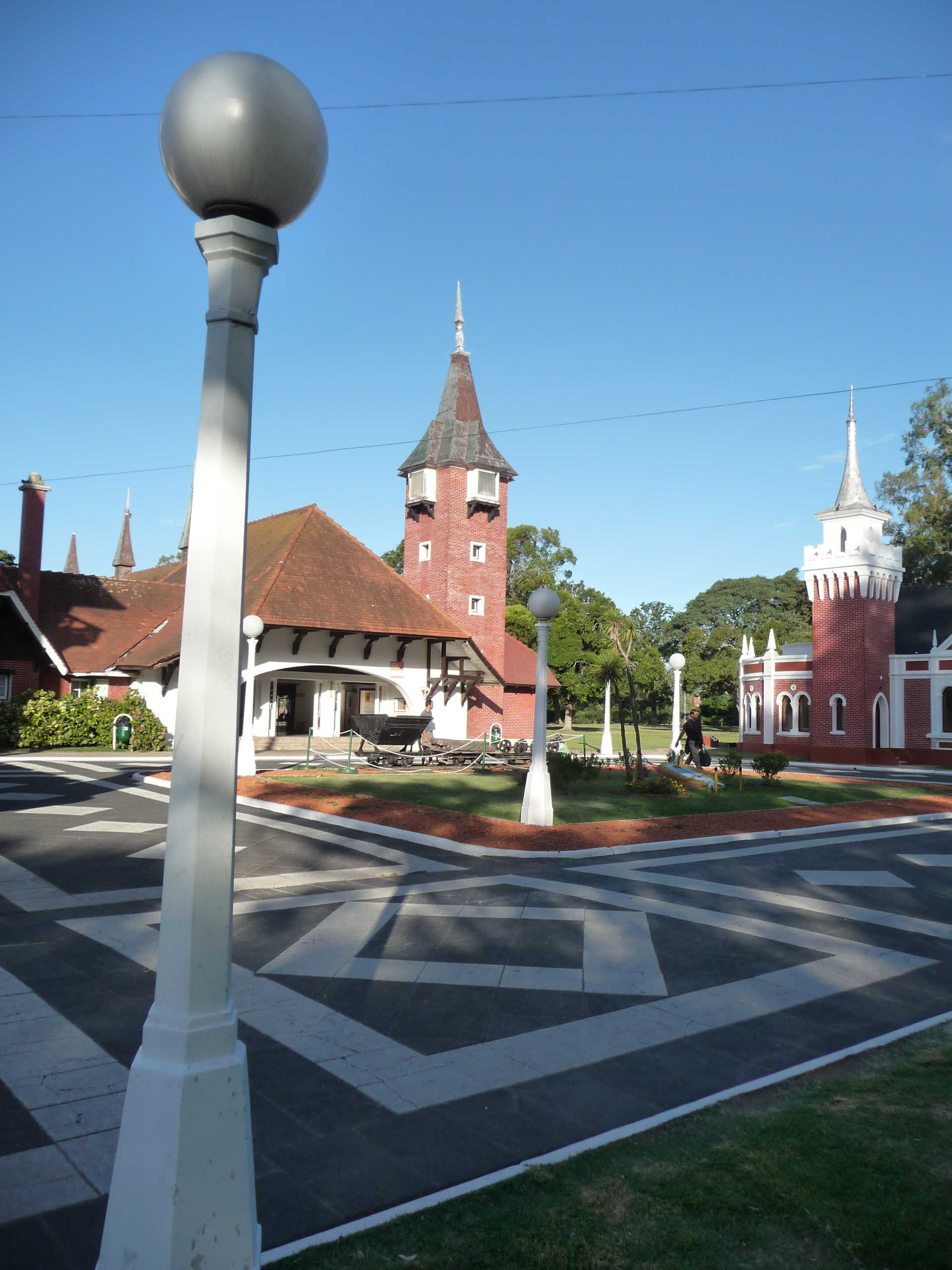
La estación terminal ferroviaria
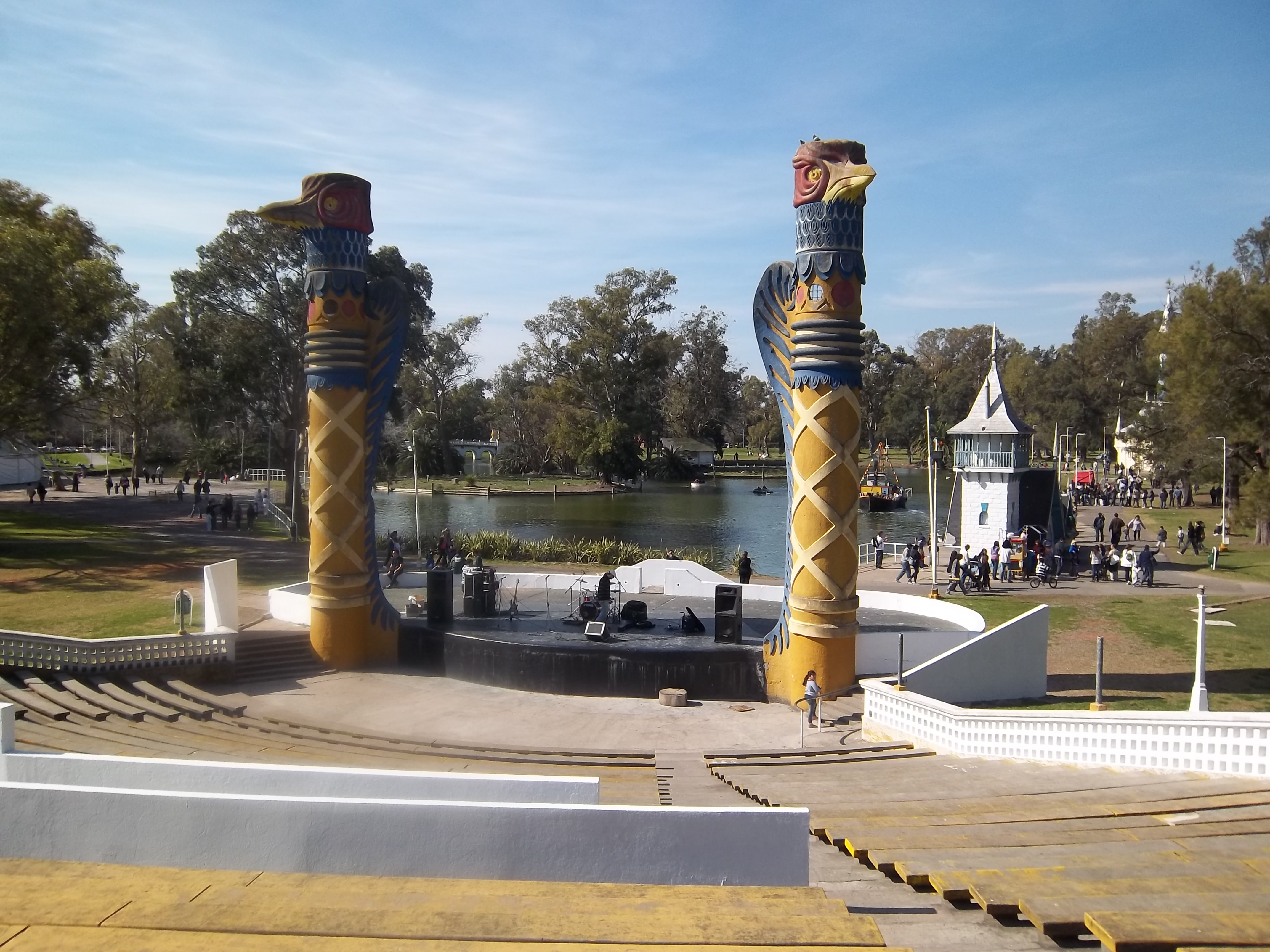
Anfiteatro y lago septiembre de 2011
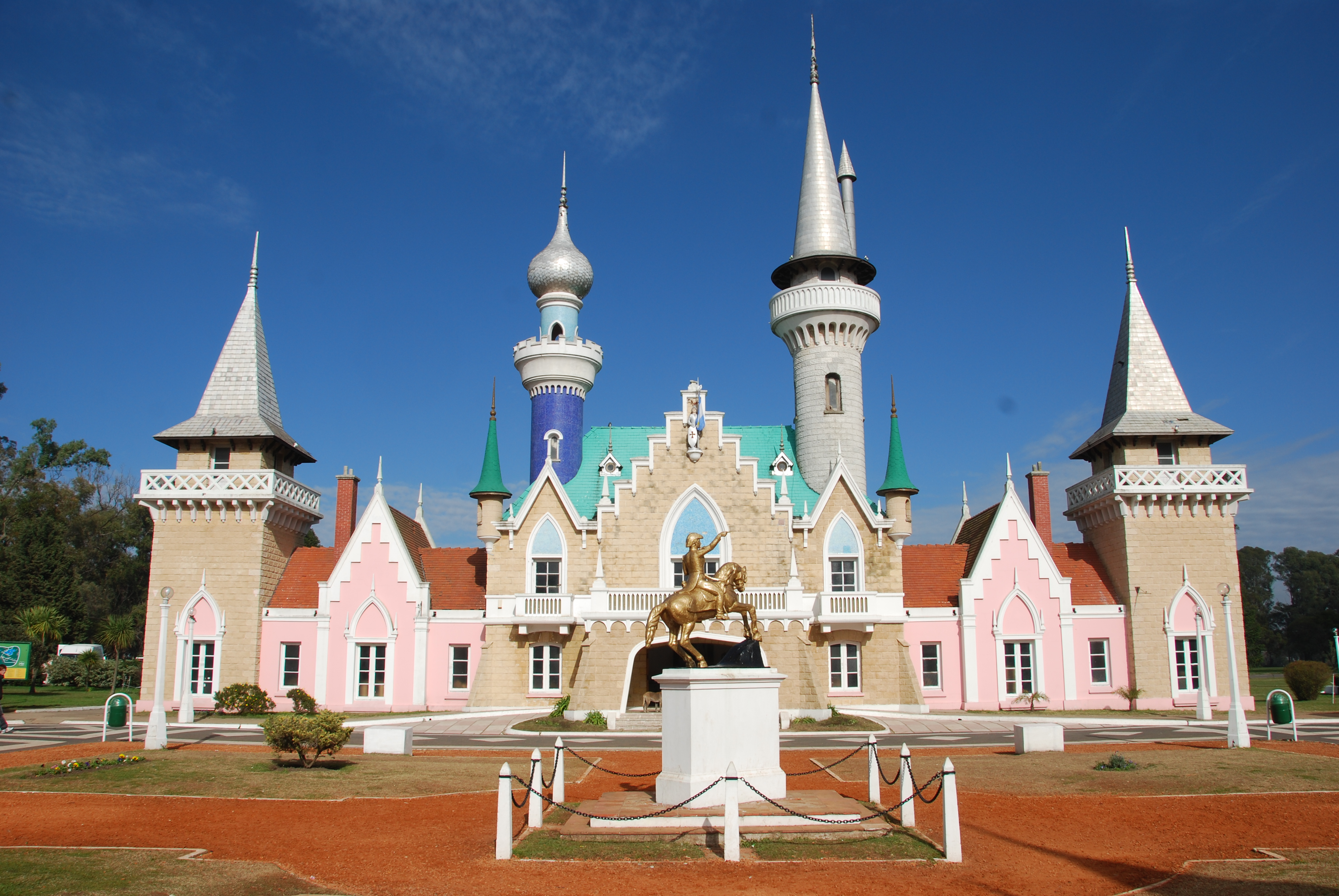
Casa de Gobierno y Plaza San Martín agosto de 2007
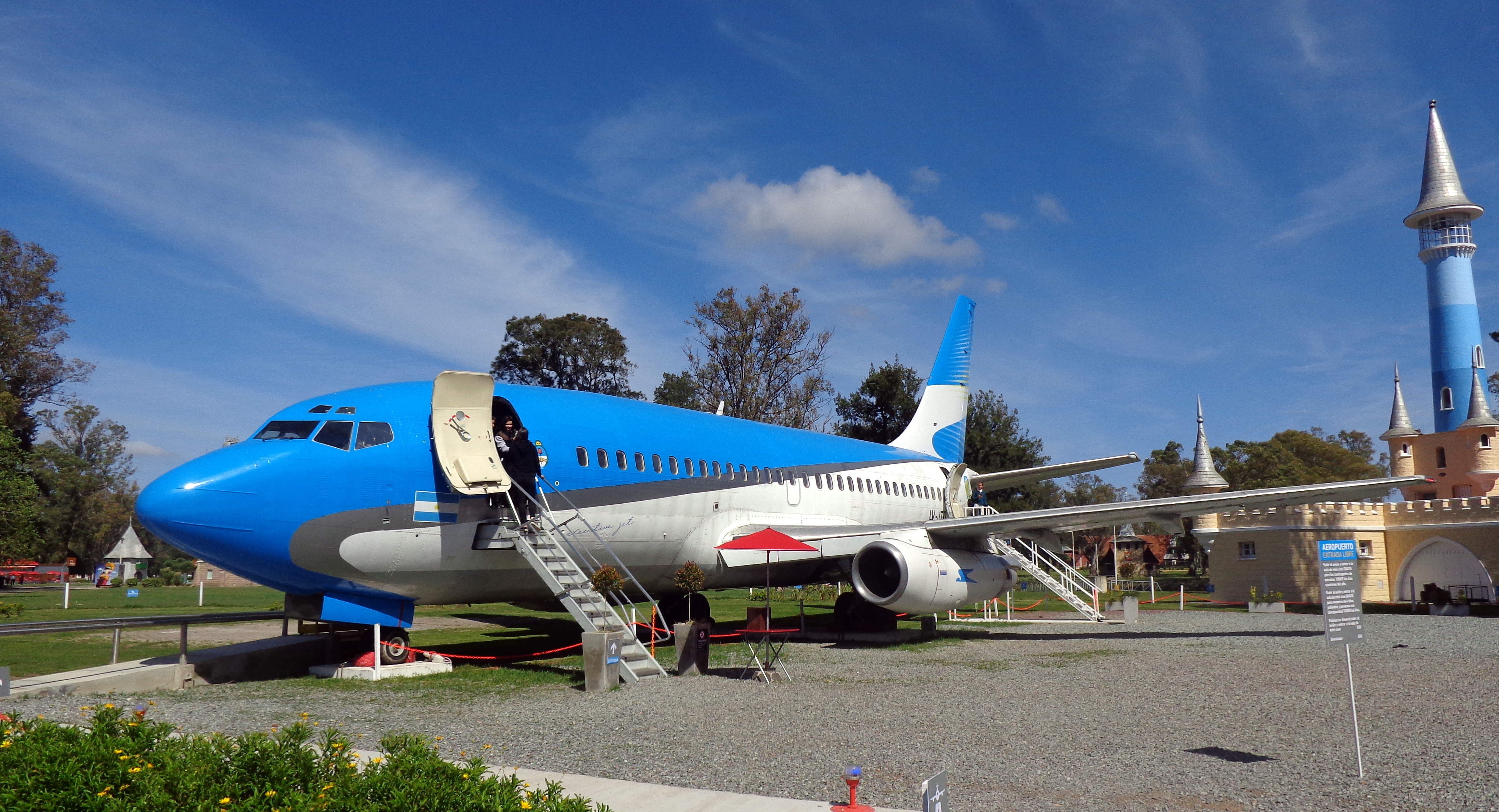
Avión
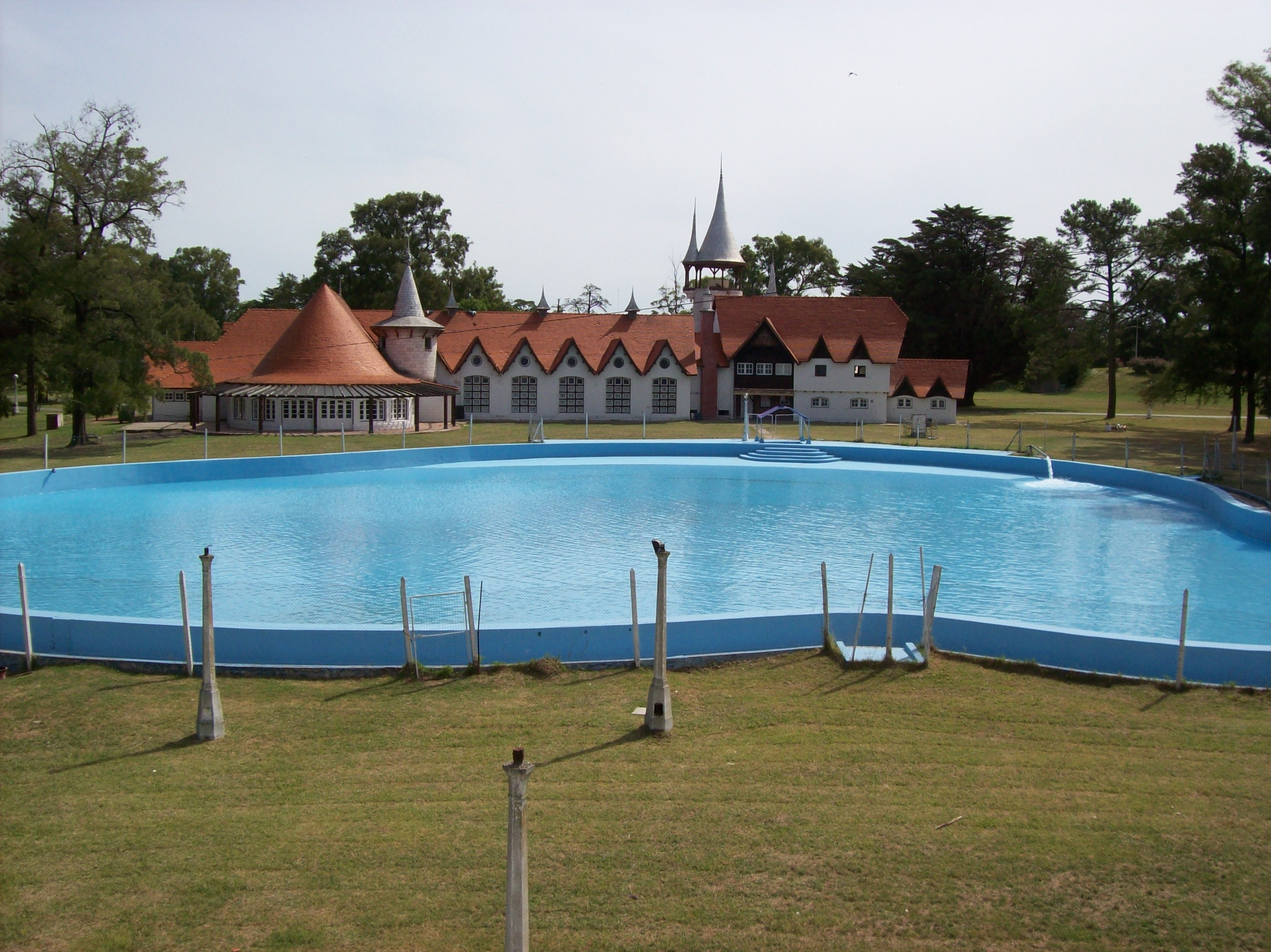
«Casa del Niño» (Lugar de hospedaje) y su piscina
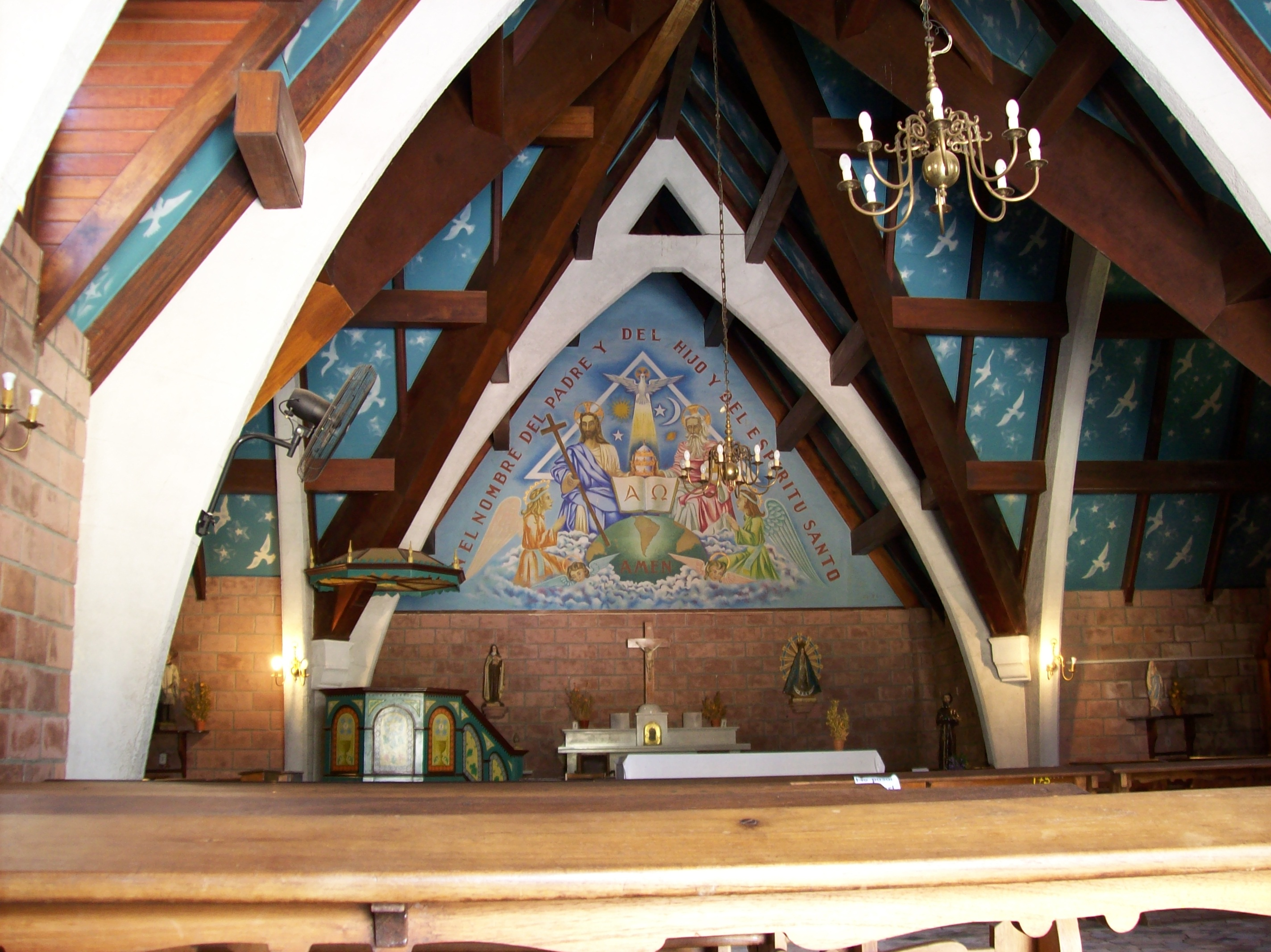
Iglesia Nuestra Señora de Lourdes
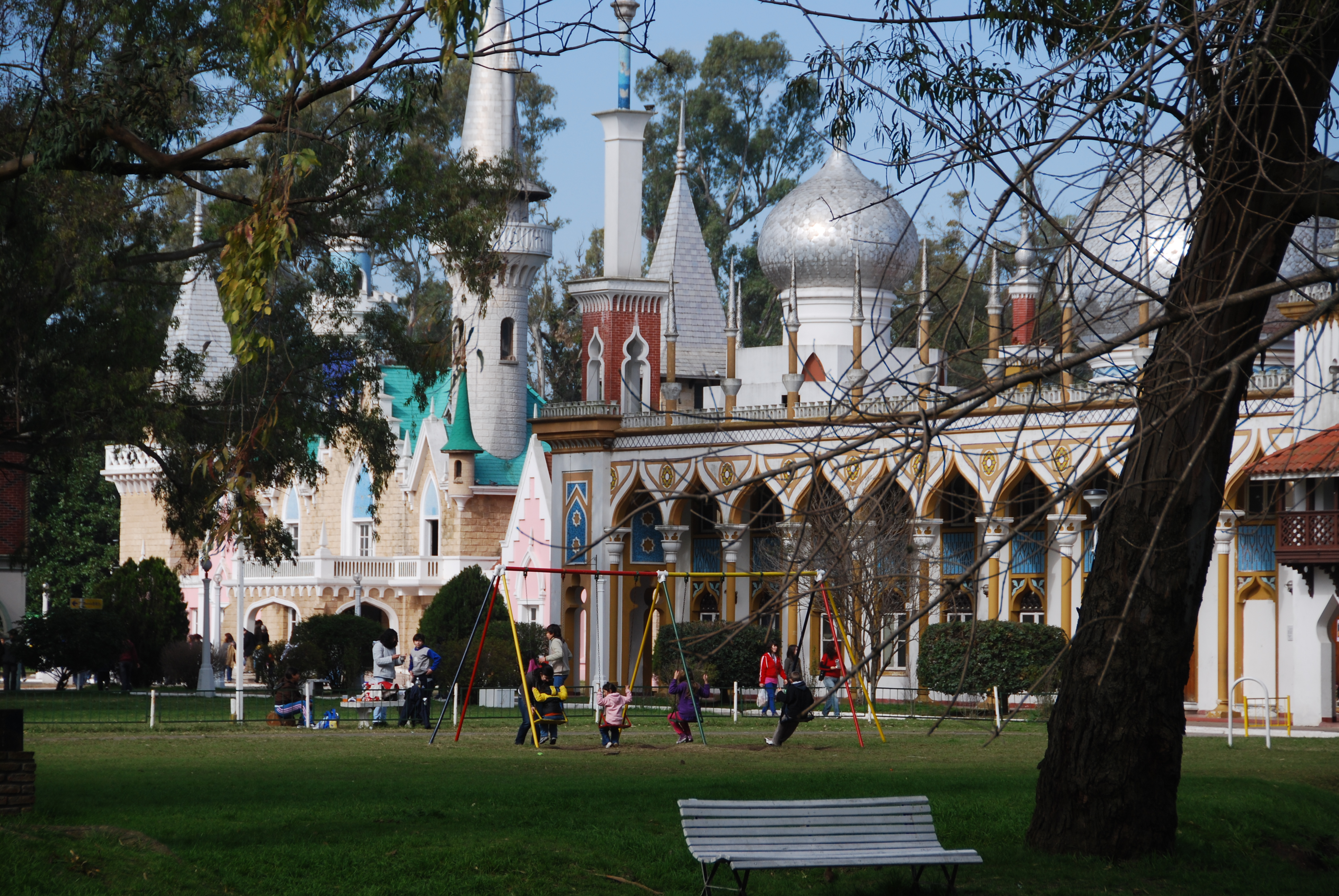
Palacio de Cultura
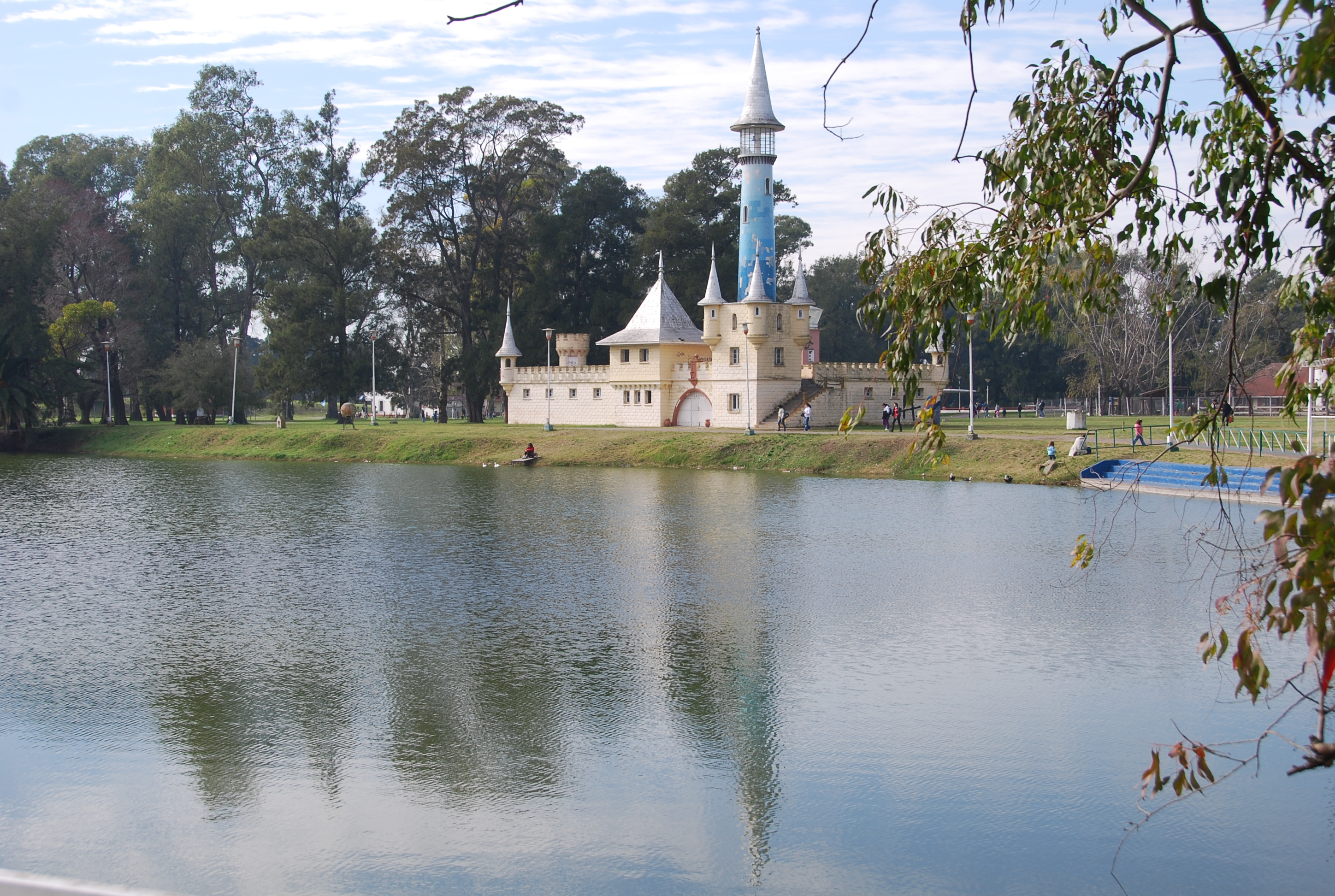
Lago y Castillo
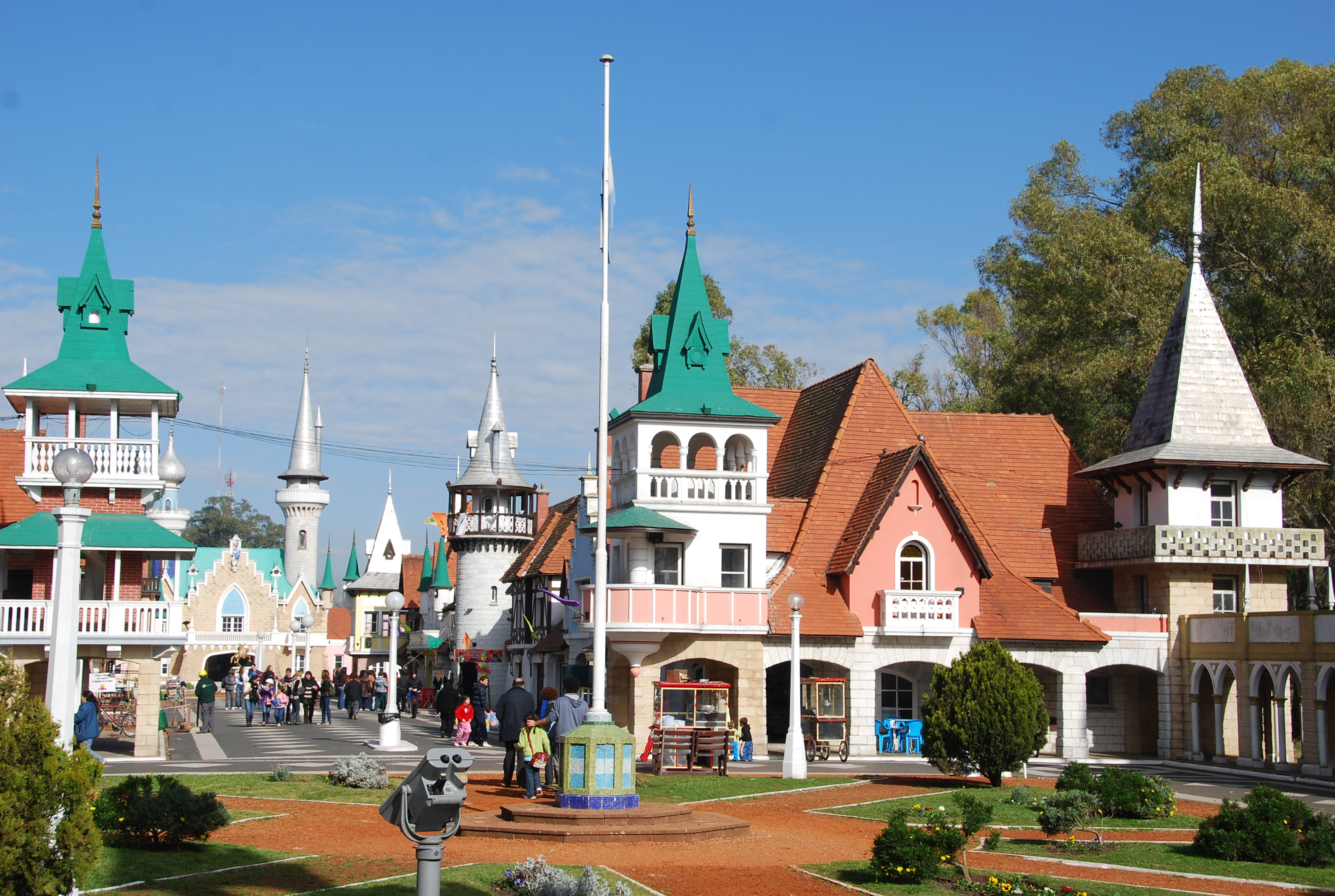
Plaza de las Américas
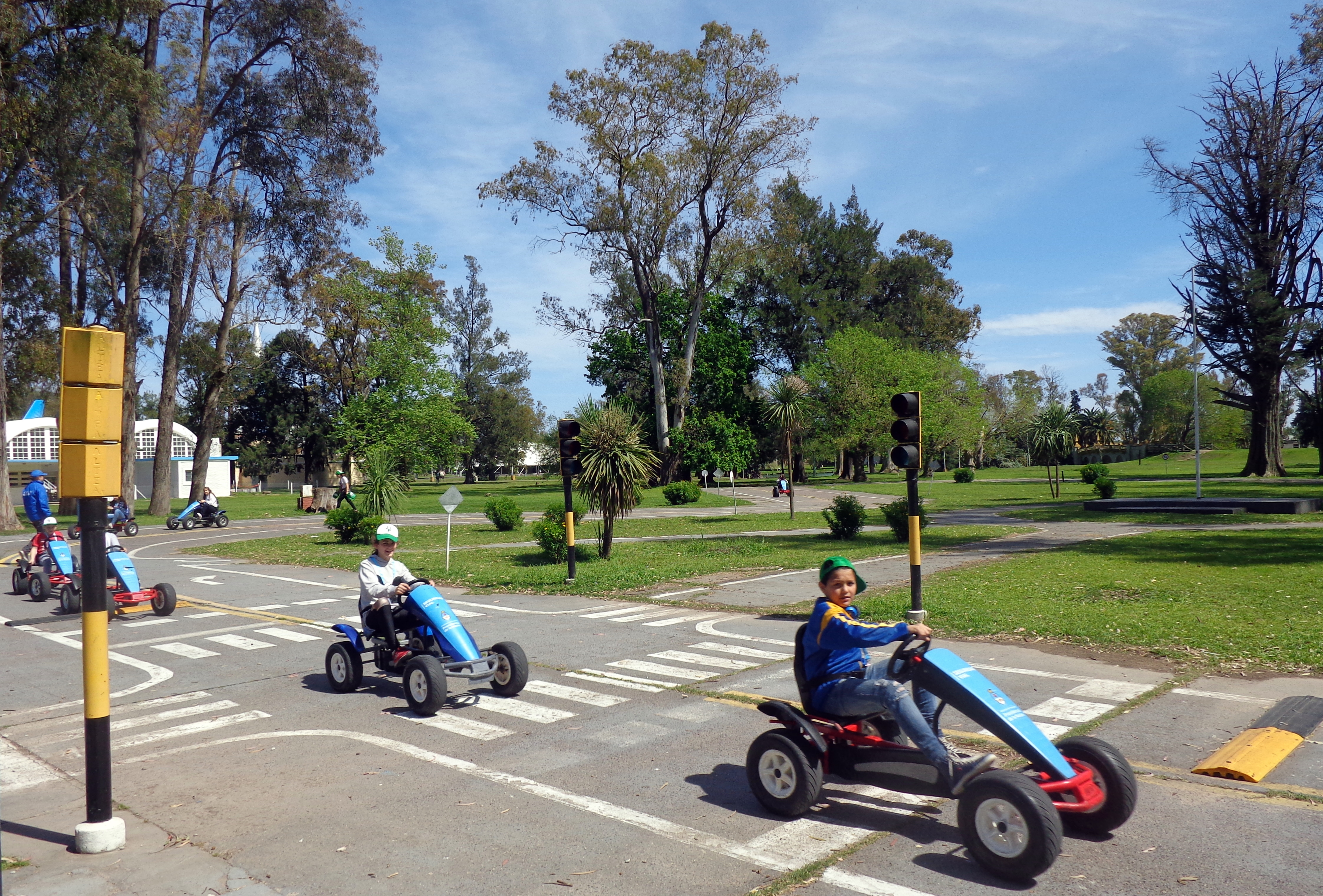
Educación vial